# Henri de Toulouse-Lautrec
Henri-Marie-Raymond de Toulouse-Lautrec Monfa nebo také zkráceně Henri de Toulouse-Lautrec [ɑ̃ʁi də tuluz lotʁɛk]IPA (24. listopadu 1864 Albi – 9. září 1901 Malromé, poblíž Bordeaux) byl francouzský malíř a grafik, patřící k nejvýznamnějším tvůrcům konce 19. století. Pocházel ze slavného a starého francouzského šlechtického rodu hrabat z Toulouse.
Ve svém díle Toulouse-Lautrec navázal na impresionismus a postimpresionismus, zvláště na tvorbu Edgara Degase. Silný vliv na něho měl i japonský deskotisk. Jeho výtvarný projev vyrostl z kresby a byl značně lineární. Významné jsou i jeho grafické, technikou litografie vytvářené práce, jimiž předznamenal a ovlivnil secesi, a to plakáty, volnými grafickými listy i dalšími produkty užité grafiky. Náměty Lautrecových děl vycházely především ze života na pařížském Montmartru. Malíř často zachycoval návštěvníky kabaretů, tanečnice, prostitutky a další lidi z okraje tehdejší společnosti.
Lautrecovo dílo je značně rozsáhlé – obsahuje 737 olejomaleb, 275 akvarelů, 5 084 kreseb a 359 litografií (53 vícebarevných a 306 jednobarevných).

## Život

### Dětství

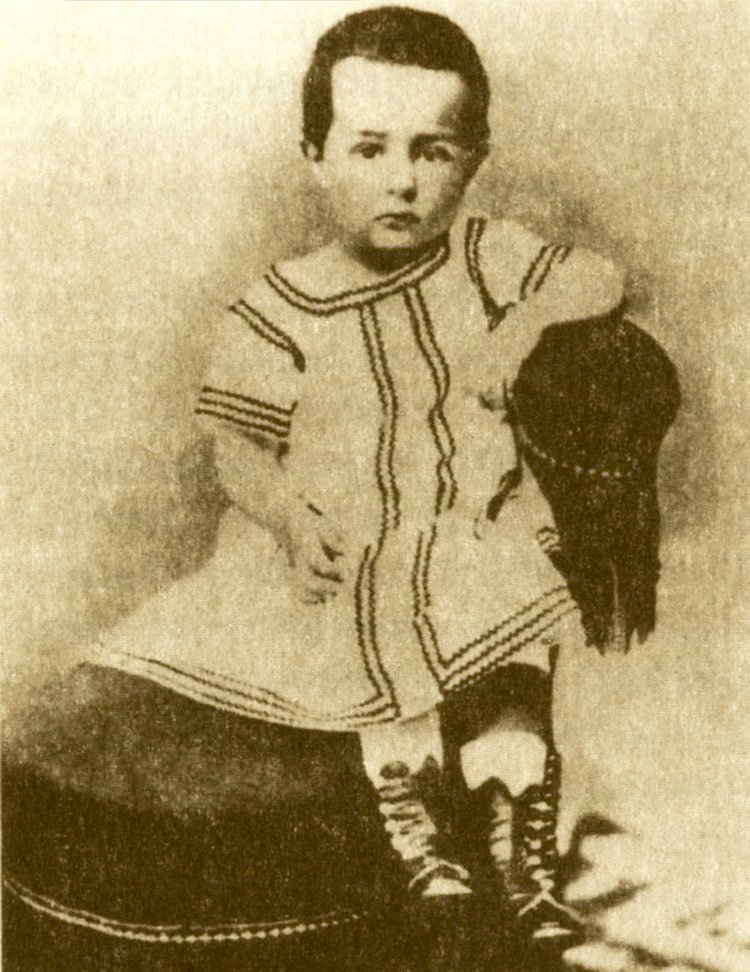
Malý Henri, asi 1867

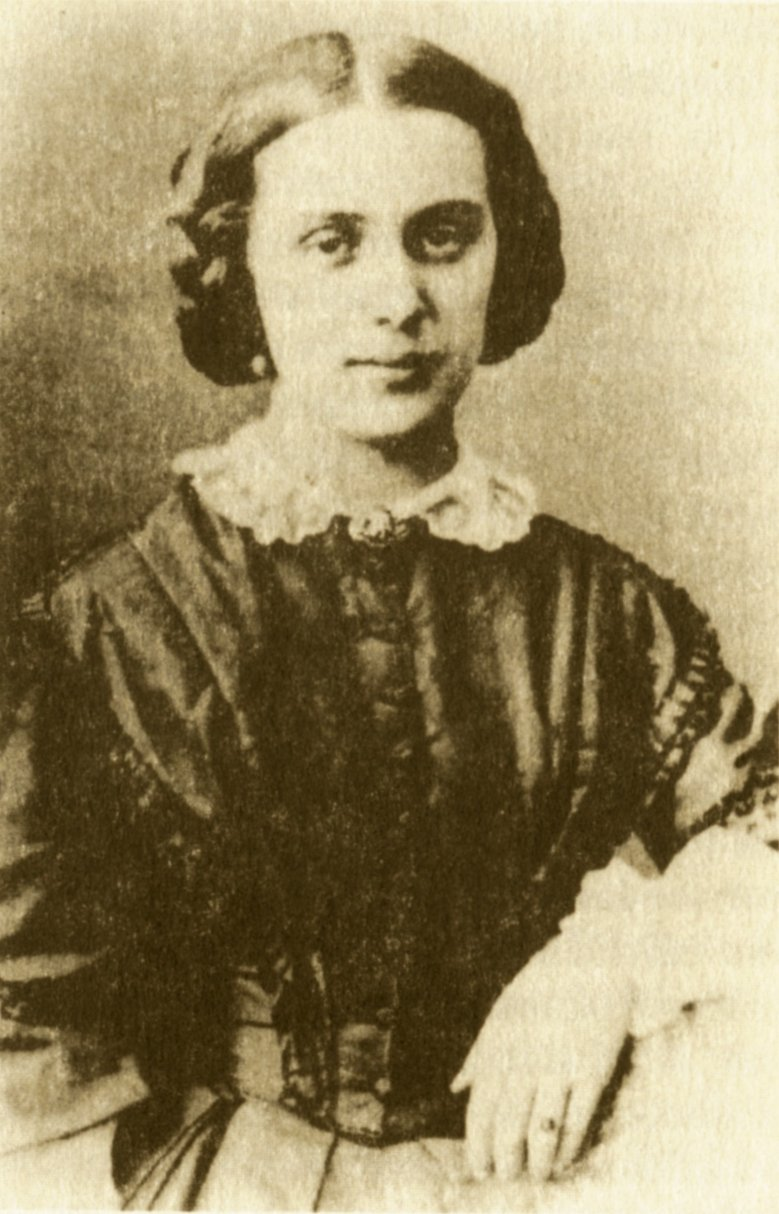
Matka – Adèle de Toulouse-Lautrec

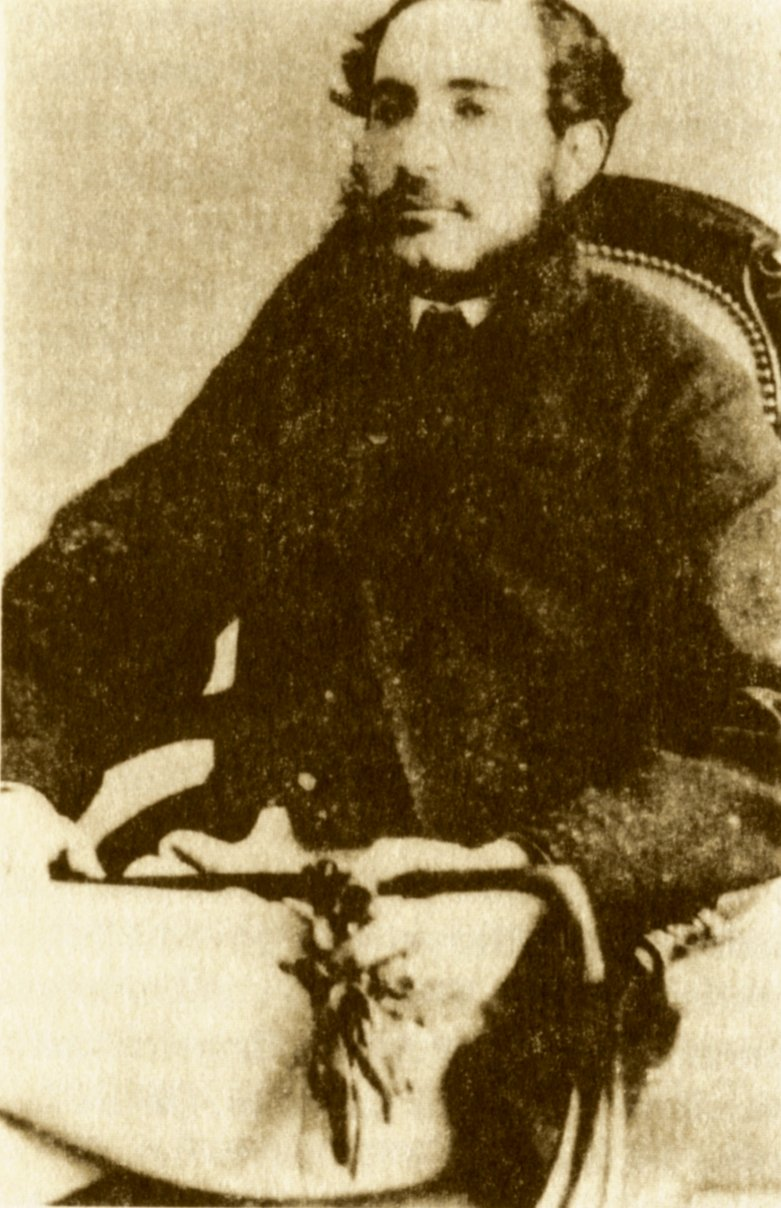
Otec – Hrabě Alphonse de Toulouse-Lautrec

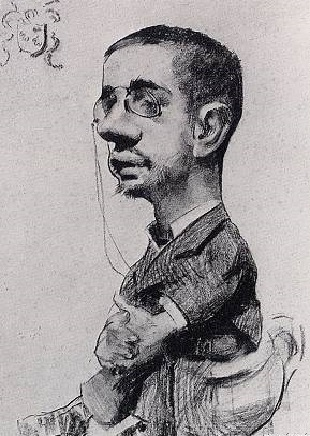
Výmluvná vlastní karikatura z roku 1882

Henri de Toulouse-Lautrec se narodil 24. listopadu 1864 v Albi, ve starém rodovém paláci Le Bosc. Pocházel z významného šlechtického rodu hrabat z Toulouse, který zasáhl především do středověkých dějin Francie a odvozoval svůj původ od Karla Velikého. V 19. století tento rod již nebyl politicky příliš aktivní. Členové rozvětvené šlechtické rodiny žili z výnosů svého rodového majetku v jižní Francii. Způsobem života se nelišili od ostatních příslušníků tehdejší vysoké aristokracie: hony, chov koní a dravých ptáků, slavnosti atp.
V rodině byly časté sňatky blízkých příbuzných, které měly zabránit drobení rodového majetku. Také Henriho rodiče, Alfonse de Toulouse-Lautrec a Adèle de Toulouse-Lautrec, rozená Tapié de Céleyran, byli bratranec a sestřenice.
Henri de Toulouse-Lautrec trpěl od nejútlejšího věku zdravotními obtížemi, které z větší části souvisely se vzácně se vyskytující vadou kostí. Pravděpodobně už ve věku šesti měsíců u něj byla zaznamenána první deformace nohou. Choroba byla zřejmě způsobena geneticky – opakovanými sňatky blízkých příbuzných – a projevovala se zpomaleným růstem kostí a jejich špatnou stavbou. Toutéž chorobou trpěly také některé Henriho sestřenice. Existuje ovšem i hypotéza, podle níž šlo ve skutečnosti o projevy vrozené syfilidy, kterou se jeho matka Adéle údajně nakazila od svého záletného manžela hraběte Alphonse. Zdravotními obtížemi trpěl také Henriho o tři roky mladší bratr Robert, který ve věku jednoho roku zemřel.
Po celé dětství byl Henri drobný a malého vzrůstu. Trpěl mnoha zdravotními obtížemi a kromě toho šišlal a trpěl i drobnými deformacemi obličeje (mohutné nosní dírky, převislý ret atp.). Přesto byl velmi živým, veselým a chytrým dítětem. Byl ovšem také dítětem těžko zvladatelným a sebestředným.
Henriho vychovávala matka, což byl v kruzích vysoké aristokracie značně nezvyklý jev. Kromě stálé péče o neduživého syna žila hraběnka Adéle horlivým katolickým náboženským životem a svoji víru intenzivně vštěpovala také synovi. Mimo jiné se pokoušela řešit jeho zdravotní problémy návštěvou Lurd.
Otec naopak o syna nejevil výrazný zájem. Věnoval se hlavně koním a lovu. Často „mizel“ na celé měsíce z domu a do výchovy svého potomka téměř nezasahoval. Pokud výjimečně s rodinou trávil nějaký čas, choval se nesmírně impulzivně a také velmi výstředně.
Rodinné poměry budoucího malíře jsou zajímavé z hlediska vývojové psychologie. Vliv pečující dominantní matky a nepřítomnost otce vedla spolu s mnoha tělesnými handicapy, z nichž nejvýraznější byl malý vzrůst, k hlubokým pocitům méněcennosti. Malíř byl celý život finančně i psychicky závislý na matce a zároveň se celý život snažil jejímu vlivu unikat. Mnohé prvky jeho chování v dospělosti je možné vysvětlit právě určitými skutečnostmi v jeho dětství. Malíř měl například panický strach ze samoty. Po svých přátelích takřka despoticky žádal, aby jej stále doprovázeli. I v dospělosti se často choval v podstatě jako malý, nezodpovědný chlapec. I jeho pozorovací talent má ovšem kořeny v dětství. Už jako malý se učil zachycovat a číst „náznaky nevyjádřených pocitů“, protože ve šlechtické rodině svázané konvencemi nebylo slušné o mnoha věcech mluvit, a pokud ano, pak jen v náznacích.

### Mládí

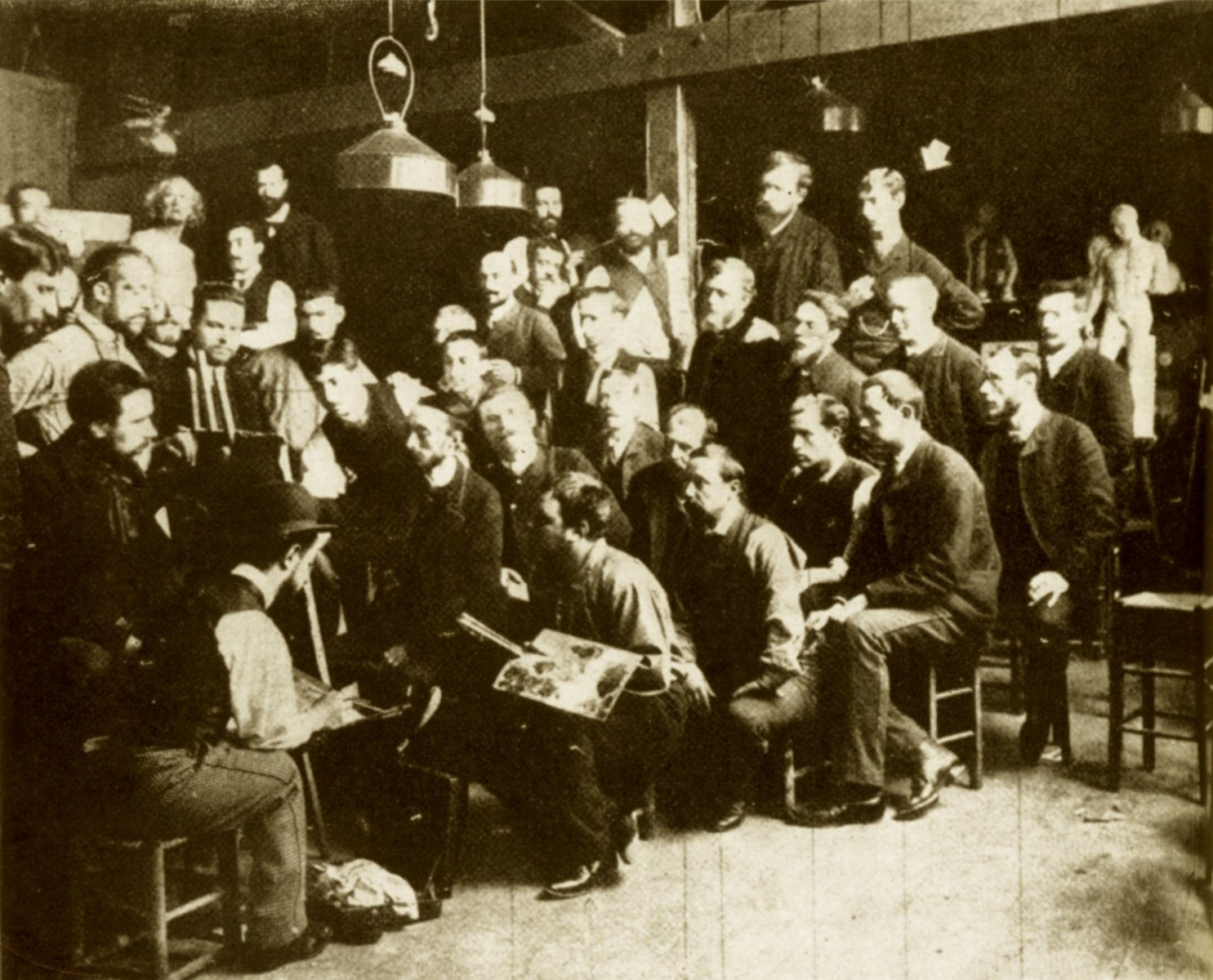
Cormonův ateliér: Cormon sledován davem žáků maluje (Lautrec vlevo od něj)

V období puberty si Lautrec často stěžoval na obrovské bolesti nohou a ve věku deseti let nastoupil dokonce osmnáctiměsíční ústavní léčbu. Ta byla velmi namáhavá, ale nepřinesla žádné výsledky. V roce 1878 si budoucí malíř na zámku v Albi nešťastně zlomil levou stehenní kost. O rok později si v lázních Barèges po pádu do nehlubokého suchého příkopu zlomil pravou stehenní kost. Po této události se jeho už tak velmi pomalý růst prakticky zastavil, takže v dospělosti měřil 130 cm.
V době patnáctiměsíční rekonvalescence začal Lautrec opět intenzivně malovat a kreslit. Této činnosti se často věnoval už jako malý chlapec a také jeho otec i další příbuzní byli amatérskými sochaři a kreslíři. Často zpodobovali svá zvířata či výjevy z honů. Strýc Charles dokonce Henrimu poskytl první malířské školení. Návrat ke kresbě a další malířská činnost v době rekonvalescence byla pro Lautreca v podstatě útěkem z pocitu zmarněného, zbytečně žitého života. J. Freyová to glosuje slovy: „Svou situaci řeší tak, že se obrní humorem, malířstvím a nestřídmostí,“ což platí pro celou jeho malířskou tvorbu.
Po složení maturitní zkoušky v roce 1881 se Lautrec začal zabývat uměním cíleně a stal se žákem hluchoněmého, klasicky vyškoleného malíře Reného Princeteaua, který maloval především dostihový žánr. Princeteauova díla z části vycházela z tehdy již velmi módního impresionismu. Lautrec byl jeho dílem pochopitelně zpočátku silně ovlivněn a naučil se od něj dobře a přesně zachycovat postavy v pohybu. Navíc byl handicapovaný umělec pro Lautreca vzorem i v tom, jak zápasil se svým tělesným postižením. Budoucí malíř si tehdy zapsal: „Pomyslím-li, že mít jen o něco delší nohy, nikdy bych nemaloval!“.
V roce 1882 se Lautrecovým učitelem stal uznávaný malíř, portrétista Léon Bonnat, který byl představitelem akademického klasicismu. O rok později Bonnat ukončil činnost svého ateliéru a Lautrec přešel do ateliéru dalšího akademicky tvořícího malíře, Fernanda Cormona. Zde se seznámil s mladými malíři Henri Rachouem, Louisem Anquetinem, Albertem Grenierem, Eugène Bochem, Charlesem Lavalem, Émilem Bernardem a roku 1886 také s Vincentem van Goghem. V té době představil Georges Seurat na poslední výstavě impresionistů svůj neoimpresionistický obraz Letní neděle na ostrově Grande Jatte, Paul Gauguin poprvé odjel malovat do bretaňského Pont-Avenu a symbolisté uveřejnili svůj manifest ve Figaru.

### Montmartre

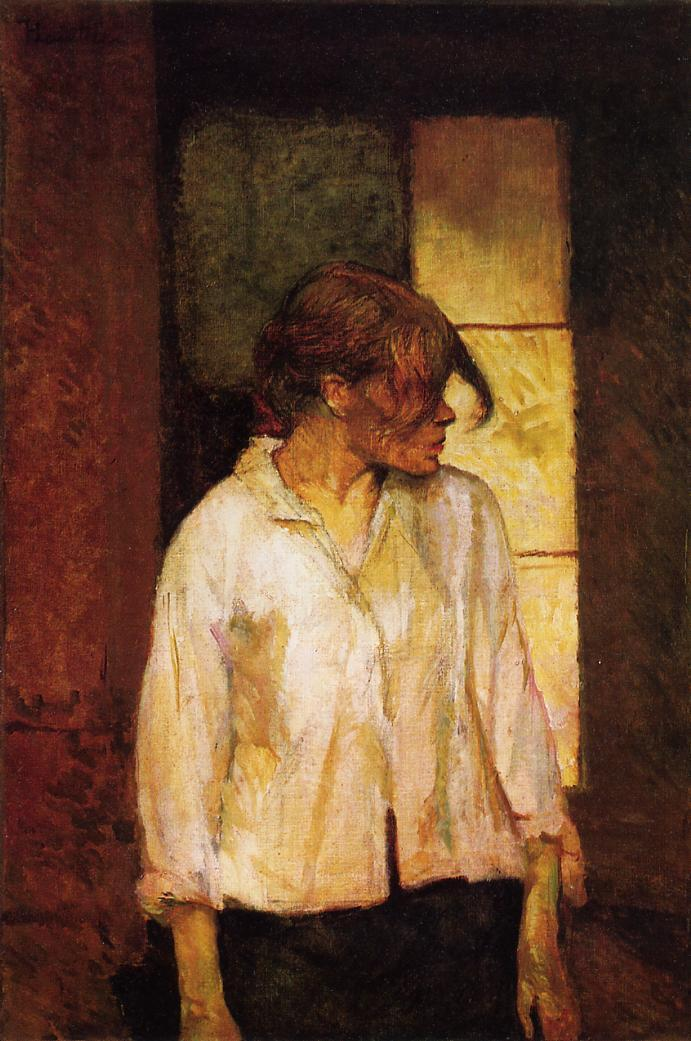
Carmen Gaudinová v obraze Na ulici, 1886–1887

Bonnatův i Cormonův ateliér ležel na Montmartru. Celá skupina malířů se proto často scházela v okolních hostincích, barech a kabaretech. Už tehdy osvědčil Toulouse-Lautrec mimořádný pozorovací talent a znalost psychologie, když pro obveselení společnosti napodoboval jednotlivé malíře a velmi přesně odhadoval, jakým způsobem bude vypadat jejich následující život. Role ironika, šaška, malého skřeta, který baví společnost, pro něj byla typická, stejně jako schopnost přesně a úsporně zachycovat viděnou realitu. Tuto schopnost koneckonců osvědčil především v řadě svých malířských i grafických děl.

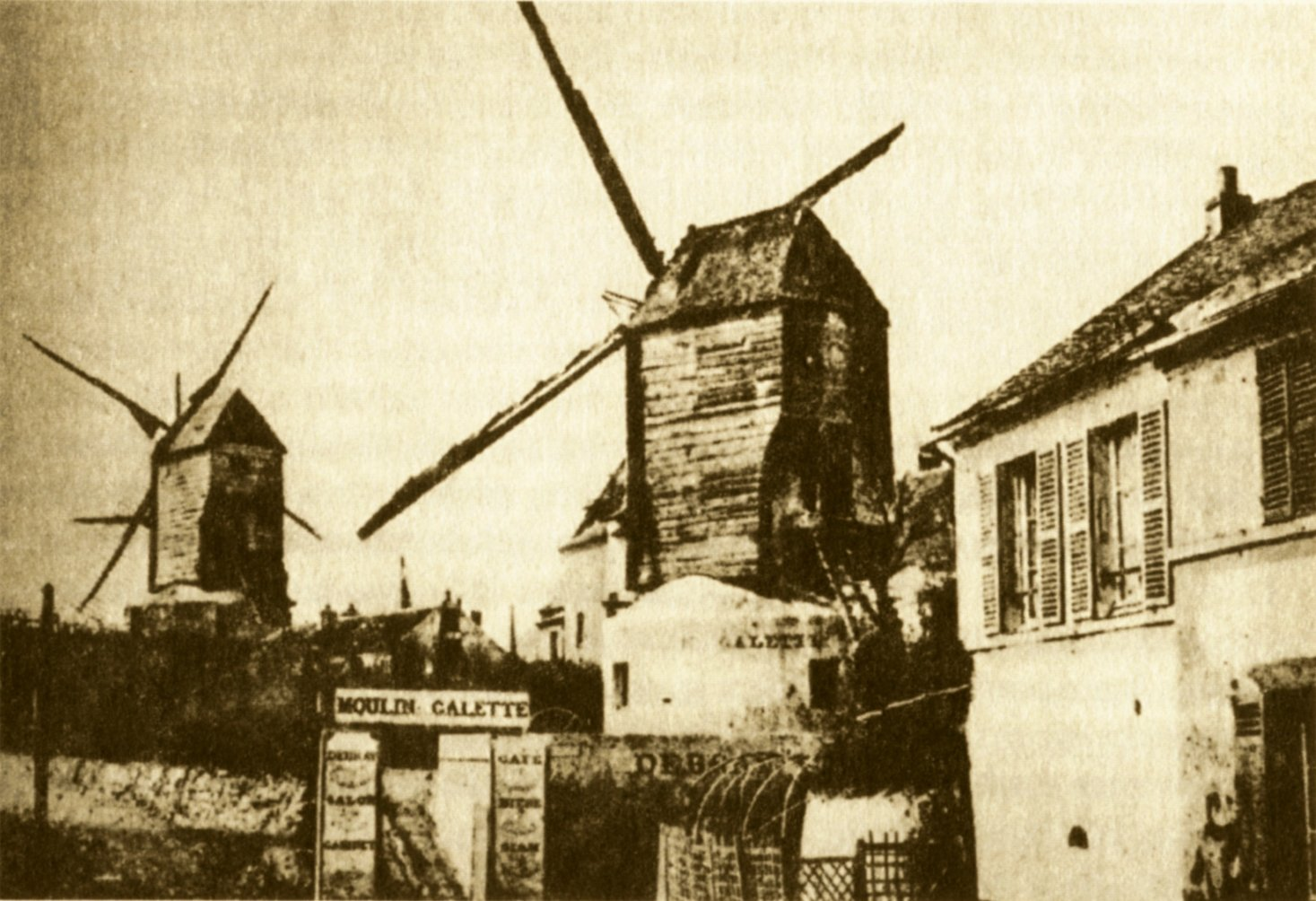
Moulin de la Galette, asi 1885

Na Montmartru Lautrec získal roku 1884 svůj první ateliér a také zde začal bydlet. Ačkoli se až do konce života s matkou čile stýkal, už nikdy s ní nebydlel v jednom bytě. Život na Montmartru však pro Lautreca neznamenal pouze společnost malířů. Seznámil se zde s mnoha ženami, z větší části prostitutkami a tanečnicemi, které se staly nejen jeho modelkami, ale také milenkami. Prostředí zábavní čtvrti s jejími podniky, kabarety a později také nevěstinci, se stalo hlavním námětem jeho prací a malíř jím byl zcela fascinován.
Lautrecovy milostné vztahy byly vždy jen krátkodobé, velmi často střídal své partnerky či spíše jen příležitostné milenky. Velmi často šlo přímo o prostitutky. Zřejmě od mladé prostitutky Carmen Gaudinové se nakazil syfilidou, která spolu s alkoholem postupně rozkládala jeho zdraví.
Na Montmartru malíř navštěvoval hlavně kabarety Le Chat Noir a Mirliton, který založil zpěvák a kabaretiér Aristide Bruant. Mirliton bylo i první místo, kde bylo možné vidět Lautrecovy obrazy. Dalším známým podnikem byla lidová tančírna Moulin de la Galette. Tyto podniky přitahovaly nejen chudinu z okolí, ale paradoxně sem přicházela i řada bohatých Pařížanů. Stejně jako samotného Lautreca a ostatní umělce je vábily svou dekadentností. V pozdějších letech se Lautrec mj. poznal s Alfredem Jarrym a roku 1896 se malířsky podílel na kulisách pro divadelní hru Krále Ubu.

### První výstavy
Už roku 1887 byly dva Lautrecovy obrazy vystaveny v Toulouse a téhož roku i v galerii Boussod a Valadon, ovšem významnější je až jeho účast na společné každoroční výstavě skupiny Les XX v Bruselu v roce 1888, na které vystavil jedenáct obrazů a jednu kresbu. Dalšími zúčastněnými byli Paul Signac, James Ensor, James McNeill Whistler, Jean-Louis Forain.
Od roku 1889 Lautrec začal pravidelně vystavovat i v Salonu nezávislých. Také zde sklidil poměrně značný úspěch. Několik obrazů pro galerii Boussod a Valadon koupil Theo van Gogh. Roku 1890 Lautrec opět vystavoval na kolektivní výstavě v Bruselu. V následujících letech se účastnil i desítek dalších významných kolektivních výstav v Paříži. K těm nejdůležitějším patřila výstava v nově otevřené pařížské galerii Le Barc de Boutteville na počátku roku 1892, kde Lautrec vystavoval společně s impresionisty a symbolisty.
Ve srovnání s ostatními moderními malíři té doby byl Lautrec kritikou hodnocen poměrně vysoko a jeho díla se často prodávala. Od roku 1888 také publikoval své kresby v předních francouzských ilustrovaných časopisech. Na rozdíl od jiných malířů ovšem nebyl Lautrec závislý na prodeji obrazů, protože byl hmotně zajištěn svou matkou.

### Moulin Rouge
Roku 1889 byl na bulváru de Clichy otevřen později světoznámý kabaret Moulin Rouge. Lautrec pro něj vytvořil plakát pro sezónu 1891, což bylo do té doby největším oceněním jeho díla. Plakát se setkal s obrovským ohlasem a učinil Lautreca rázem slavným.

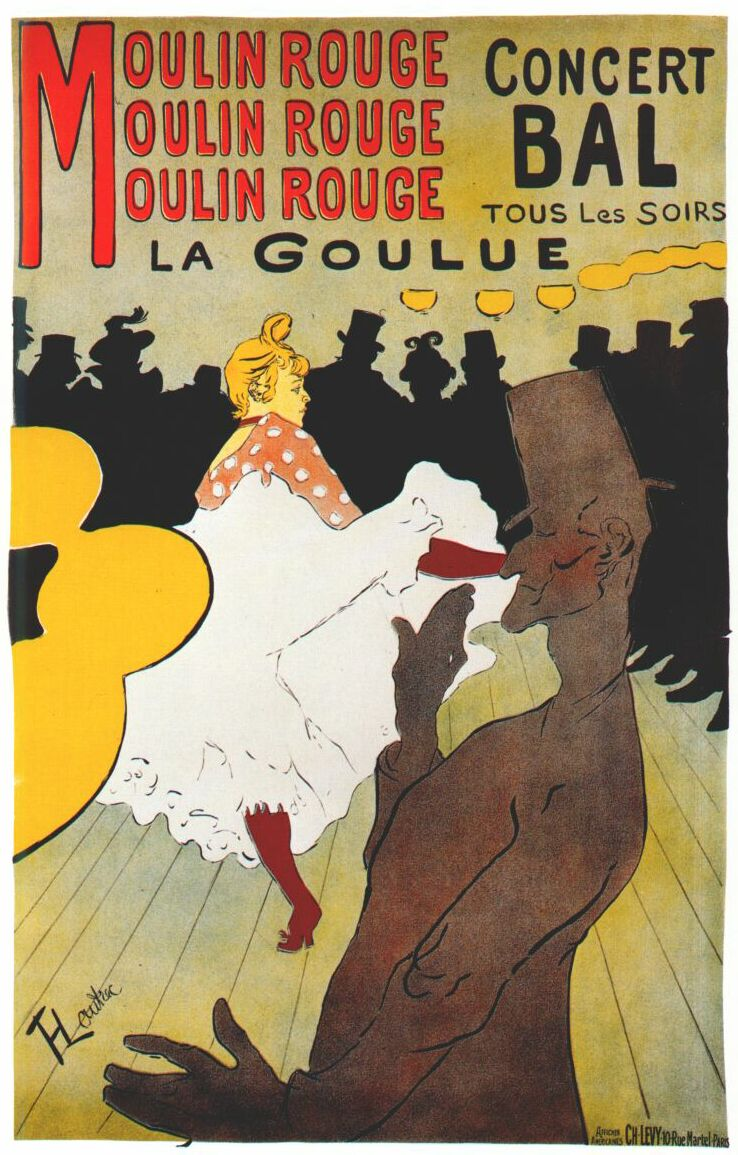
Plakát pro Moulin Rouge z roku 1891

Kabaret Moulin Rouge se stal malířovým hlavním námětem a také prostředím, v němž trávil nejvíce času. Měl zde dokonce vlastní stůl a na zdech kabaretu visela jeho díla. Jsou na nich často zobrazeny zdejší tanečnice, nejčastěji mladičká Jane Avrilová, která se mu později stala nejen velmi častým modelem, ale i blízkou přítelkyní a společnicí. Často maloval i tanečnici La Goulue, která se objevila i na zmíněném plakátě Moulin Rouge z roku 1891.

### Konec éry Montmartru
V roce 1892 se vrcholná éra Montmartru chýlila ke konci. Mnohé podniky ukončily svou činnost nebo byly přestěhovány do lukrativnějších částí Paříže. Také Lautrec začal navštěvovat podniky přímo v centru Paříže. Často tvořil a v podstatě i žil v nevěstincích v okolí nádraží Saint-Lazare, Opery, v rue Joubet a v rue d'Amboise. Poslední obraz z Moulin Rouge je z roku 1895. Lautrecovými modelkami se v tomto období staly téměř výhradně prostitutky. Malíř je navíc maloval zcela nearanžované. Oceňoval na nich pravdivost, nehranost, přirozenost: „Protahují se na pohovkách jako zvířátka… Jsou tak nevyumělkované, tak co!“. Jeho obrazy ovšem nejsou oslavou sexu či prostituce, spíše zobrazují vnitřní bolest a odosobněnost prostitutek. Zpodoboval ošklivost. Slavná šansoniérka a malířova společnice Yvette Guilbertová ho nazvala „géniem deformace“.

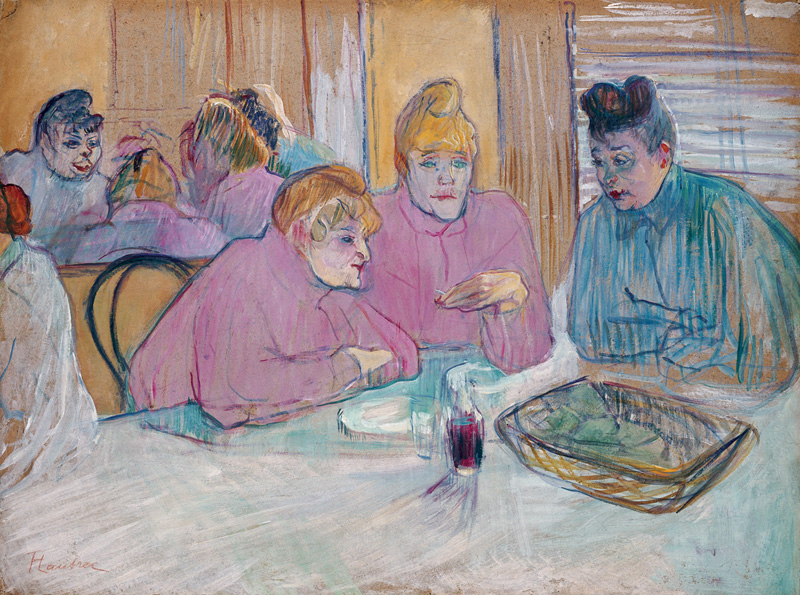
V jídelně nevěstince, 1893

Stále častěji také Lautrec vyhledával společnost žen, které se zdržovaly v lesbickém podniku „U mrtvé krysy“ a často maloval lesby při milostném aktu.
V této době se Lautrec dostával do stále výraznější závislosti na alkoholu. Stále častěji byl opilý a jeho srdečná povaha se měnila ve výbušnou a agresivní. Úměrně tomu postupně klesalo množství vytvořených obrazů a litografií. Hrozící katastrofě se různými způsoby, avšak vždy bez trvalejšího úspěchu, snažili zabránit malířovi přátelé. Nejvýrazněji manželé Natansonovi, majitelé uměleckého a literárního časopisu La Revue blanche, s nimiž se Lautrec seznámil roku 1893.
Roku 1893 se v Paříži konala Lautrecova výstava (spolu s malířem Charlesem Martinem), na níž vystavil asi třicet obrazů. Lautrecovo dílo zde viděl a ocenil i jeho velký vzor, malíř Edgar Degas.
V této době také Lautrec více cestoval. Roku 1897 se naposledy zúčastnil pravidelné výstavy v Bruselu a v květnu 1898 měl v Londýně v galerii Goupil dokonce samostatnou výstavu, na níž bylo k vidění 78 jeho obrazů. Při té příležitosti navštěvoval muzea a galerie, v nichž ho zaujali malíři pozdní gotiky, ale i Velásquez či El Greco.

### Poslední léta
Ještě předtím, roku 1896, měl Lautrec první a jedinou samostatnou výstavu v Paříži. Vedle jiných děl zde visely ve dvou menších sálech obrazy z nevěstinců. Je ovšem nepravděpodobné, že by tato díla byla uzamčena a malíř je ukazoval pouze nejbližším přátelům, jak se někdy v literatuře uvádí. Výstava se setkala s výrazným ohlasem a Lautrecovi přinesla značné uznání. Došlo k prvním větším nákupům jeho děl a také se objevily první padělky.

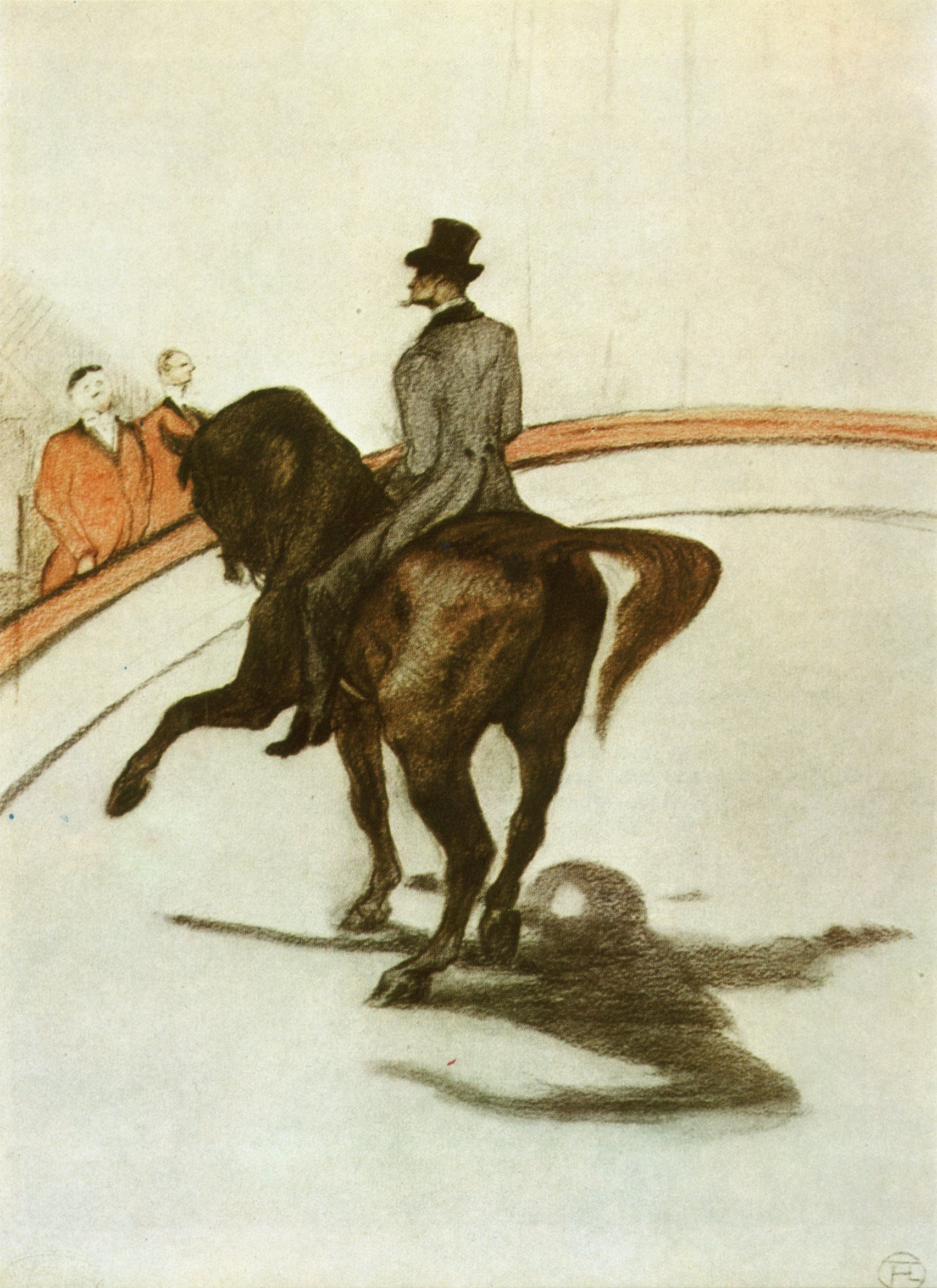
Kresba z cyklu Cirkus, vytvořeného roku 1899 v léčebně

Od června 1896 však Lautrec téměř nemaloval. V dopisech matce mluvil o „vzácném stavu naprosté strnulosti“. Stále častěji se u něj projevovaly známky pomatenosti a deliria tremens, navíc se choval také podrážděně a téměř paranoidně.
Roku 1898 se Lautrecovi pokusila pomoci i jeho matka. Aby mu mohla být nablízku, najala si v Paříži nedaleko Montmartru byt, který se nacházel „na nejzazší hranici slušné čtvrti“. Syn matku často navštěvoval, a dokonce začal opět na čas malovat. I toto zlepšení bylo pouze dočasné a Lautrec začal zase nezřízeně pít. 3. ledna 1899 se proto zoufalá a frustrovaná matka nečekaně rozhodla opustit Paříž, neboť nedokázala klidně sledovat, jak její milovaný syn postupně ničí sám sebe. Lautrec na její odjezd reagoval agresivními výbuchy vzteku a ještě větší konzumací alkoholu. V únoru byl proto, zřejmě dobrovolně, převezen na malou luxusní kliniku pro duševně choré. Této skutečnosti se v honbě za senzací okamžitě velmi masivně chopil především bulvární tisk.
Malířův stav se díky nucené abstinenci nečekaně rychle zlepšoval. Po dvoutýdenním pobytu začal tvrdit, že je vyléčen, a dožadoval se propuštění. Zažíval nudu a také pocity zoufalství a ponížení, neboť se obával doživotního pobytu v ústavu. Intenzivně tvořil a vedle dalších prací nakreslil rozsáhlý cirkusový cyklus zobrazující klauny, krasojezdkyně a akrobaty. Těmito zpaměti kreslenými díly chtěl i přesvědčit lékaře o navracejícím se zdraví. S pomocí přátel a tisku se mu nakonec podařilo dosáhnout po třech měsících, v květnu 1899, propuštění.

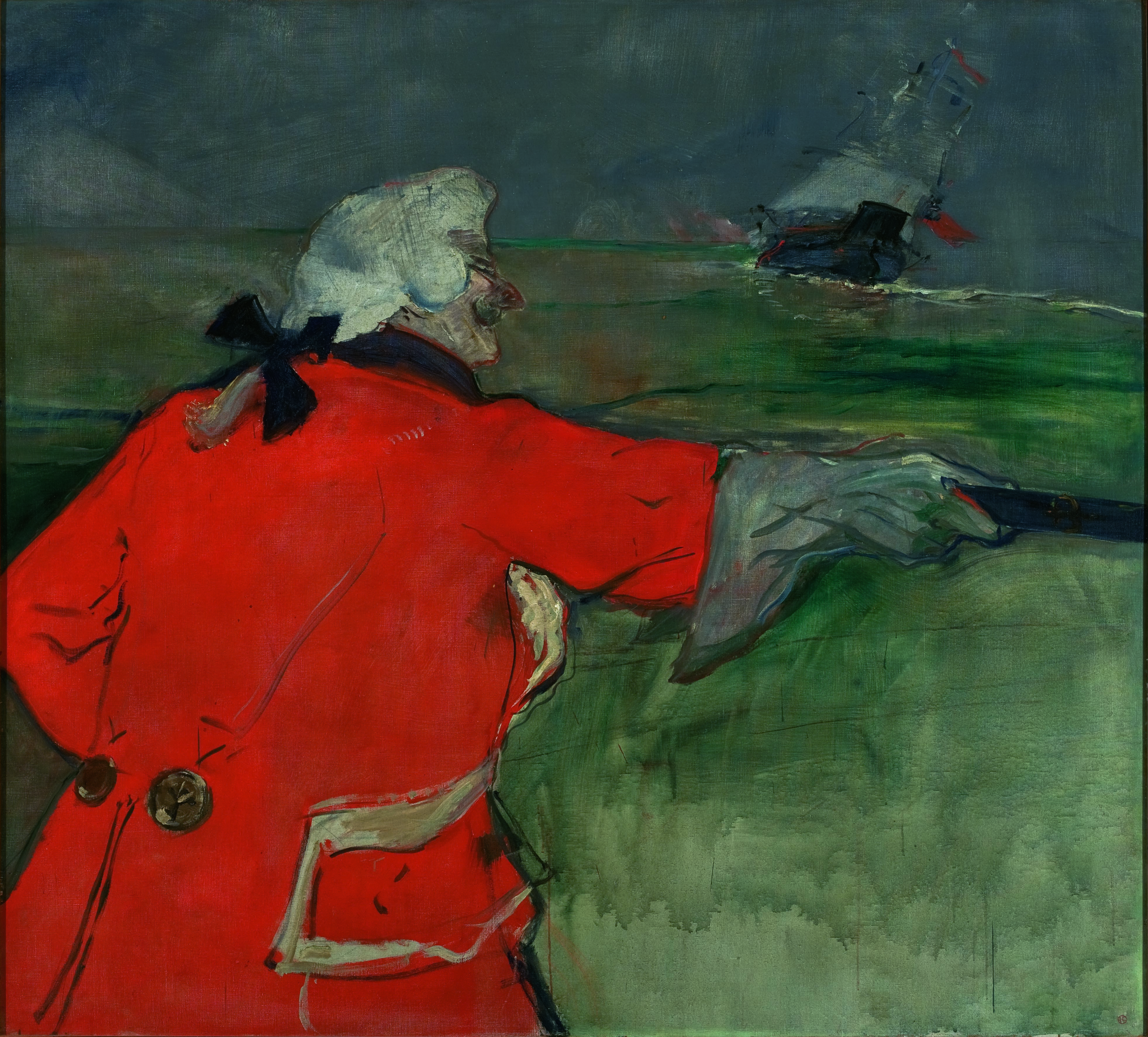
Portrét Paula Viauda jako admirála, 1901

Matka se po této události snažila synovi pomoci, a proto pověřila příbuzného Paula Viauda, aby malíře stále hlídal. Lautrec však přesto po několikaměsíční abstinenci a krátkém zlepšení zdravotního stavu znova propadl alkoholu a dostavila se nová vlna obtíží.
Lautrec se dostal s rodinou do sporů. Důvodem bylo, že mu byla stanovena renta, která však nevyhovovala jeho nárokům. Léto 1900 strávil malíř u moře. Zimu 1900/1901 prožil spolu s Viaudem v Bordeaux, kde si pronajal byt a ateliér. Návštěva opery Meessalina od Isidora de Lary ho inspirovala k namalování série šesti olejomaleb s tématem její titulní postavy.
V posledních měsících života Lautrec pracoval pouze ztěžka a často i bez výrazné chuti. Byl pohublý, obtížně se pohyboval a téměř nejedl. Postupně si uvědomoval blížící se smrt. Dokládá to mj. portrét Paula Viauda jako admirála, na němž je malířův „dozorce“ namalován v admirálské uniformě ve chvíli, kdy z velitelského můstku bezmocně sleduje opodál se potápějící loď. Lautrec tak s pověstným bolestným humorem glosoval svou vlastní situaci. Od dubna do července už zřejmě vůbec nemaloval, pouze pořádal pozůstalost, signoval díla a loučil se s přáteli. Ochrnoval, jak postupovala paralýza, a zemřel ve věku 36 let, 9. září 1901 ve čtvrt na tři ráno na matčině zámku v Malromé.
Po malířově smrti opět stoupl zájem o jeho díla. Díky péči umělcovy matky a přátel, především Maurice Joyanta, který byl od roku 1890 také Lautrecovým obchodním zástupcem, došlo roku 1922 v bývalém biskupském paláci La Berbie v Albi k otevření Muzea Henriho de Toulouse-Lautreca, které obsahuje podstatnou část jeho díla.

## Dílo
Celé dílo Henriho de Toulouse-Lautreca je překvapivě jednolité. Dokonce i dětské a karikující školní kresby už v sobě skrývají rukopis budoucího malíře. Přesto lze malířské dílo rozdělit na tři základní časové úseky:

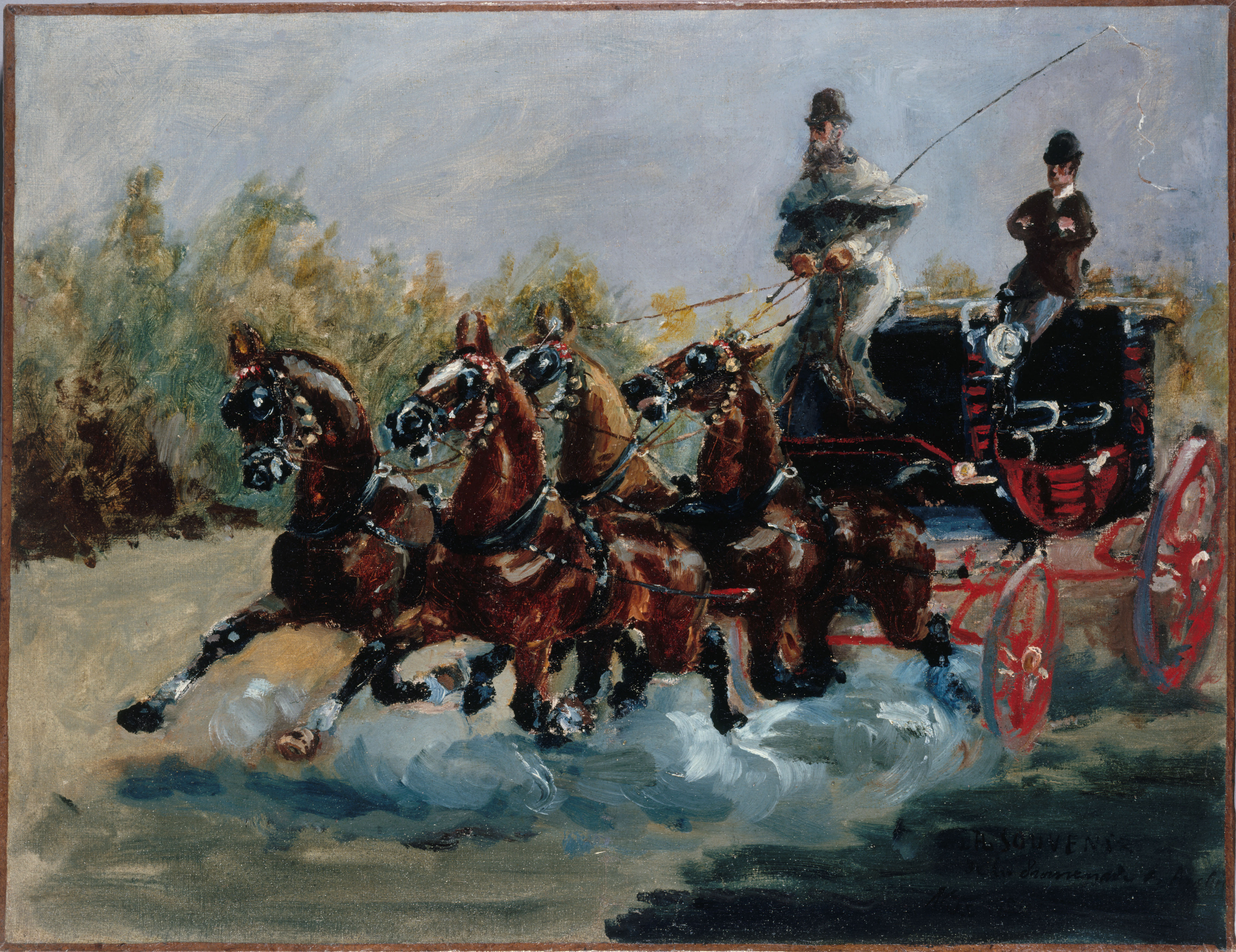
Hrabě Alphonse de Toulouse-Lautrec řídí čtyřspřeží, 1881

1. do roku 1882, kdy Lautrec přichází k Bonnatovi do ateliéru;
2. mezi léty 1882–1887 tj. v podstatě období studia;
3. po roce 1888, vrcholné období.[41]

### Rané dílo
S barvou začal mladík pracovat až v době rekonvalescence po úrazech. Nejstarší obrazy pocházejí z roku 1879 a – podobně jako do té doby Lautrecovy kresby – zachycují projížďky a hony, „portréty“ koní a psů, opakovaně také vojenské manévry, které se tehdy odehrávaly v okolí rodinného sídla. Objevuje se zde však i krajinomalba. Malby z této doby jsou pojaty malířštěji než díla vrcholného období. Jejich základem není linie, ale barevná skvrna. Tvůrčí přístup je bezprostřední a intuitivní. „Když moje tužka začne kreslit, musím ji nechat, aby měla svou hlavu, nebo prásk! Zastaví se a už se ani nehne.“

### Období malířského studia

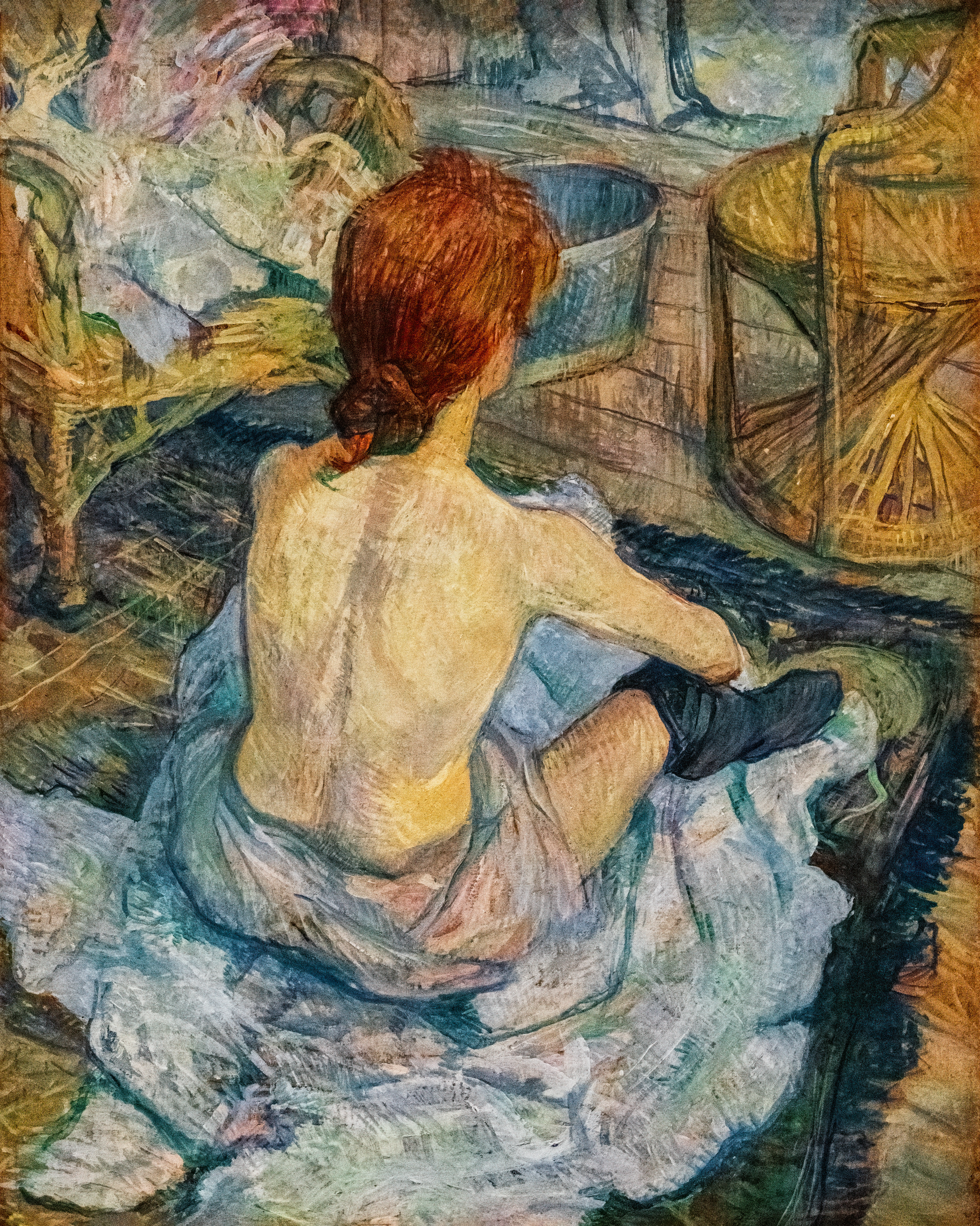
Mytí (Rusovláska), 1891

V období, kdy působil u Bonnata a Cormona, se Lautrec pokoušel o hladkou, akademickou malbu. To se mu však nedařilo, měl sklon ke karikujícímu přehánění typických detailů. Důležitější než setkání s akademicky vzdělanými učiteli však byly kontakty s ostatními mladými malíři.

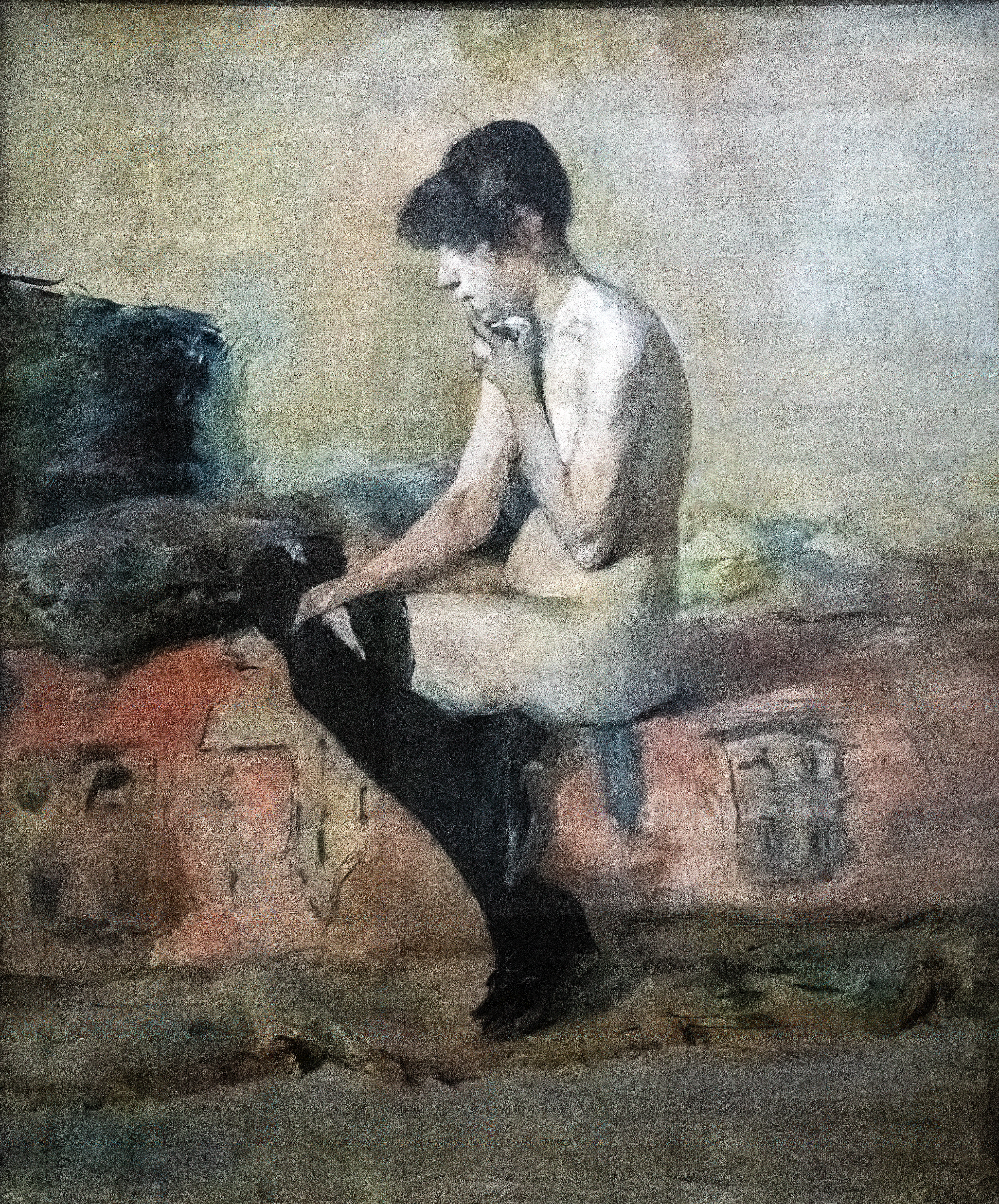
Studie aktu, 1882

Lautrecovo dílo nelze přiřadit k určité umělecké škole, lze však hovořit o výrazných malířských osobnostech, které jej ovlivnily. Pochopitelně jsou to impresionisté (Édouard Manet, Edgar Degas, Pierre-Auguste Renoir, Camille Pissarro), dále z generace současníků již zmínění Louis Anquetin, Émile Bernard, Vincent van Gogh, Paul Gauguin, Georges Seurat a ze starších malířů Jean Auguste Dominique Ingres, Honoré Daumier a Gustave Courbet. Podobně jako pro impresionisty byla i pro Lautreca důležitá též znalost barevných japonských deskotisků, například Hokusaiových. Tyto deskotisky sbíral a dokonce plánoval cestu do Japonska, aby mohl japonskou kulturu poznat bezprostředně.
Na obrazech, které Lautrec vytvářel mimo Bonnatův a Cormonův ateliér je dobře vidět postupné vyzrávání a hledání osobního stylu. Jsou to například Studie aktu (1882), Tlustá Marie (1884), Portrét matky (cca 1886), Portrét Vincenta van Gogha a Rýžový pudr (oba 1887).
Takřka programově se Lautrec nehlásil k žádné malířské škole. Experimentoval s pointilismem i cloisonismem, ale nakonec si vytvořil zcela vlastní výraz. Námětově velmi často čerpal z Degase, kterého si také velmi vážil. Mnohdy ho dokonce přímo citoval. V oblasti námětů se inspiroval i dílem Jeana-Louise Foraina. Až do roku 1887 vedle progresivních pokusů maloval i akademicky, což zřejmě souviselo s jeho snahou zavděčit se příbuzným a uspět na oficiálních výstavách. Přestože nakonec akademickou malbu definitivně opustil, vděčil studiu u Bonnata a Cormona za bravurní znalost perspektivy a dokonalé ovládnutí kresby.
Od poloviny osmdesátých let začal Lautrec systematicky portrétovat. Kromě portrétů z ateliéru či jiných interiérů jsou to také portréty z plenéru, kde se uplatňuje denní světlo. Na rozdíl od impresionistů je to však jasné a čisté studené denní světlo, jehož použití snad má původ v rodném Albi. Otázka světla byla pro Lautreca klíčová a sám ji často zdůrazňoval. Zkoušel malovat i při umělém, plynovém osvětlení. Využíval mj. spodní světlo, které podivně deformovalo tváře portrétovaných.

### Vrcholné období

#### Malířská technika
Vrcholné období Lautrecova díla začalo roku 1888. Tehdy definitivně vykrystalizovala rychlá, energická, kresebná malba, prováděná velice živě a bezprostředně řídkými barvami na šedavou okrovou lepenku, na niž malíř maloval bez přípravy podkladu. Podklad často záměrně nechával prosvítat, což ještě podtrhovalo bezprostřednost a živost zobrazení. Techniku malby pomocí řídké, vsakující se barvy přejal od malíře Jeana-Françoise Raffaëlliho.
Malířova práce s barvou je značně kresebná. Namísto budování obrazového děje barevnými plochami používal barevnou linii, vytvářenou poměrně řídkou olejovou barvou. Touto kresebnou technikou také budoval objem. Proto jeho malby v podstatě připomínají pastel, a to jak linearitou, tak barevností.
I když Lautrecovy obrazy působí dojmem bezprostřednosti, maloval je většinou v ateliéru podle modelek. Z terénu si přinášel velké množství přípravných kreseb, které pak zpracovával. Používal přitom často také fotografie, někdy i vytvořené speciálně jako předloha pro obraz. To je i případ obrazu Á la mie, k němuž se dochovala přípravná fotografie. Sedí na ní najatá modelka a malířův přítel Maurice Guibert, který jako vášnivý amatérský fotograf Lautreca mnohokrát fotografoval.

#### 1888–1892
Prvním dílem, které shrnuje přístupy a poznatky vrcholného období, je obraz Krasojezdkyně v cirkuse Fernando (1888). Tento obraz visel v Moulin Rouge a pravděpodobně se jím inspiroval Georges Seurat pro svůj obraz téhož námětu. Druhým významným dílem koupeným pro Moulin Rouge byl obraz Tanec v Moulin Rouge (1890), na němž malíř zobrazil konkrétní postavy přátel a známých, jak ostatně činil velmi často.

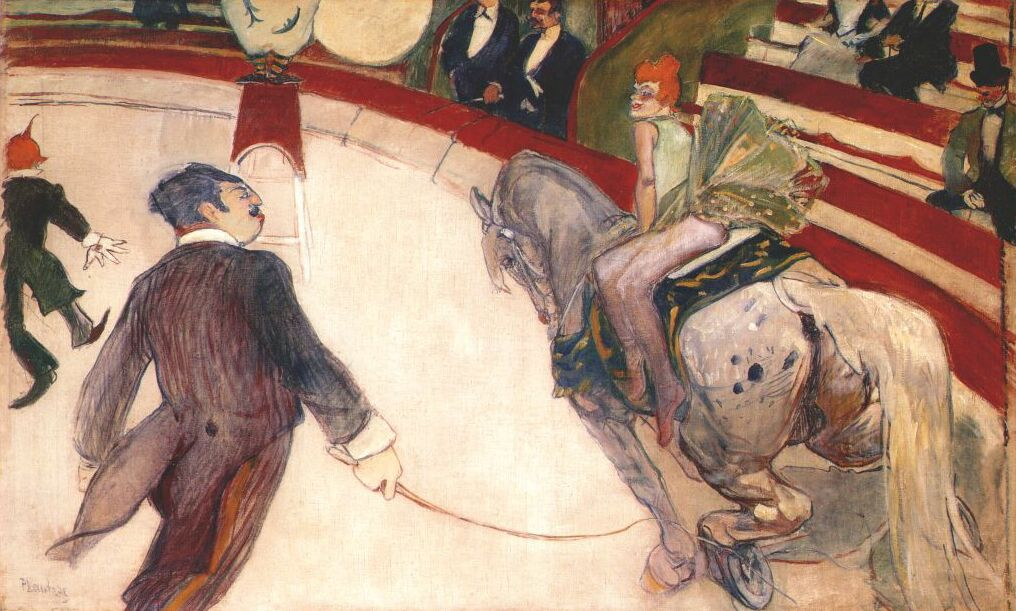
Krasojezdkyně v cirkuse Fernando, 1888

Dalšími důležitými díly z roku 1891 jsou obraz Á la mie, zachycující popíjející dvojici, obraz Žena česající si vlasy a Degasem inspirovaný intimní obraz Mytí (někdy též Rusovláska), zachycující v perspektivní zkratce shora odzadu pohled na mladou, křehce působící, polonahou ženu s rusými vlasy.
Z mimořádně plodného roku 1892 pochází také obraz Moulin Rouge: Dvě ženy tančí valčík z Národní Galerie v Praze. Tento obraz je nejen velmi přesným popisem prostředí Moulin Rouge té doby, ale také výrazným dokladem Lautrecova mistrovského malířského rukopisu, práce s kompozicí a světlem. Na pravé straně byl Lautrecem později obraz dodatečně nastaven a domalován. Díky tomuto zásahu dostal velmi zajímavou, daleko dynamičtější kompozici. V roce 1897 jej Lautrec převedl i do podoby do litografie.

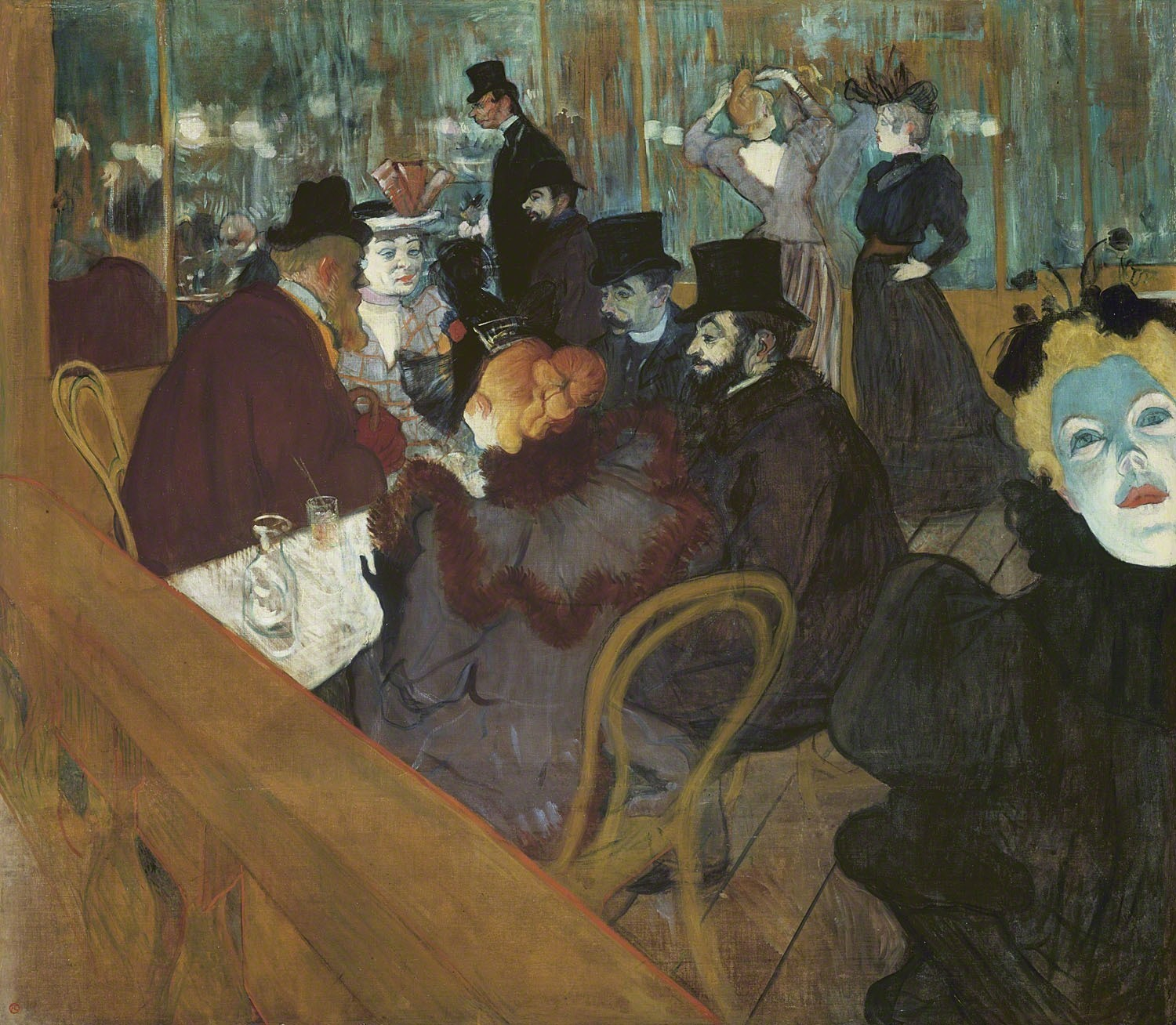
V Moulin Rouge (1893, doplněn asi 1895)

Téhož roku vzniklo též veliké plátno V Moulin Rouge, které bylo také dole a na pravé straně později (zřejmě roku 1895) zvětšeno a domalováno. Zachycuje společnost Lautrecových přátel sedících u stolu v Moulin Rouge. Mezi nimi je dokonce zachycen i sám Lautrec. V popředí je čelem k divákům a zády k popíjející společnosti zachycena Jane Avrilová. Podobně jako na jiných obrazech jsme i zde sice schopni přesně identifikovat jednotlivé postavy, a ani zde není příliš jasné, nemá-li toto zobrazení nějaký hlubší výklad.
Postava Jane Avrilové se v obrazech z této doby objevuje velmi často: Jane Avrilová tančí, Jane Avrilová vchází do Moulin Rouge, Jane Avrilová odchází z Moulin Rouge. Poslední dvě díla jsou protějškovými obrazy.

#### 1893–1896

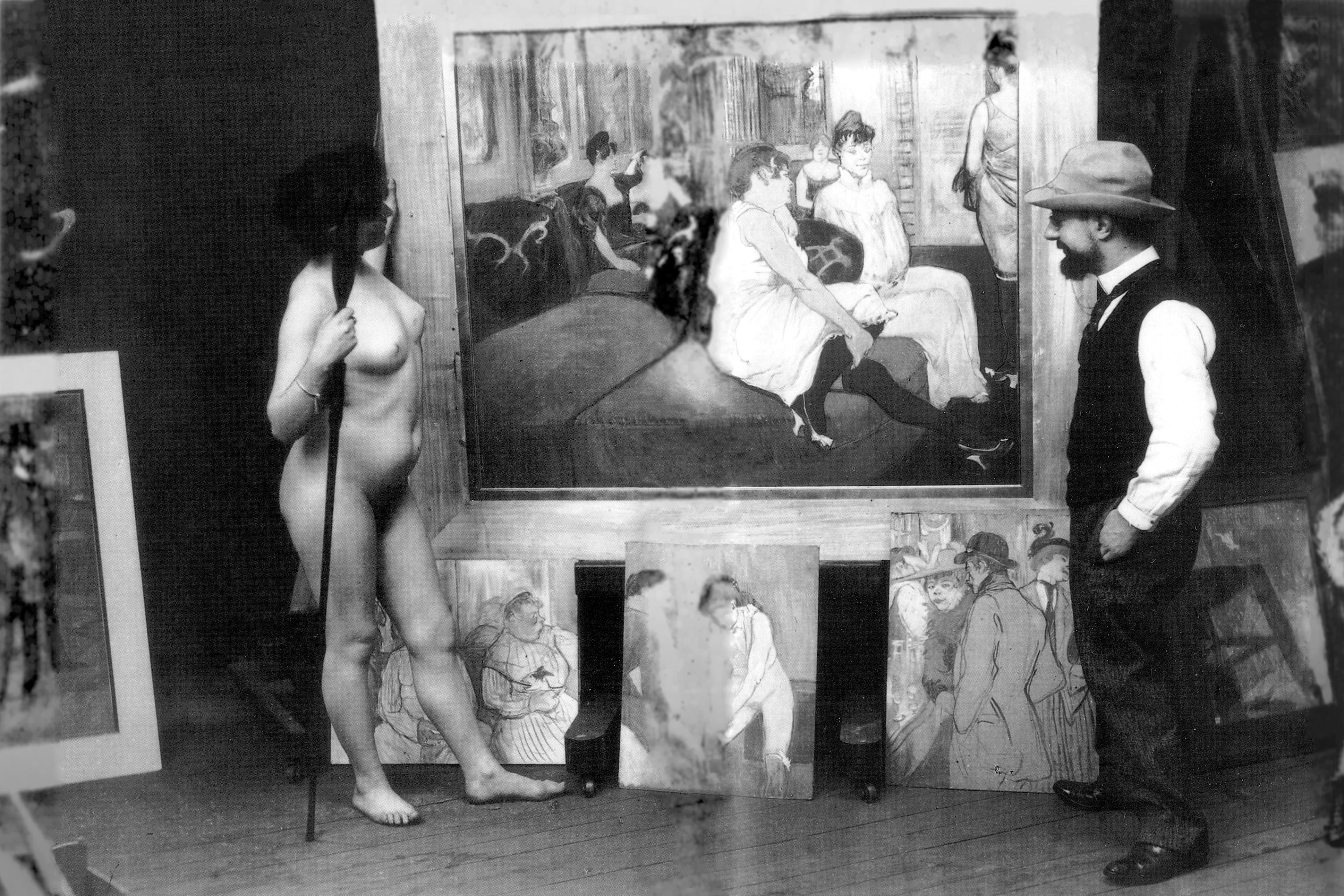
Maurice Guibert: Lautrec ve svém ateliéru v roce 1895, na stojanu obraz Salón v rue des Moulins

Výrazné místo v malířově díle tohoto období zaujímají dokonale barevně i tvarově podané podobizny šviháckých světáků, často přátel, oblečených podle poslední módy – Podobizna Louise Pascala (1893), Léon Delaporte v Jardin de Paris (1893), Pan Boileau v kavárně (1893) a Portrét Gabriela Tapiého de Céleyran (1894). Srovnáme-li tyto portréty se staršími díly, zaregistrujeme v Lautrecově tvorbě výrazný posun v přesnosti pozorování jednotlivých postav a jejich okolí i ve schopnosti pozorované úsporným a charakteristickým způsobem zachytit, a to s mistrnou povahopisností.

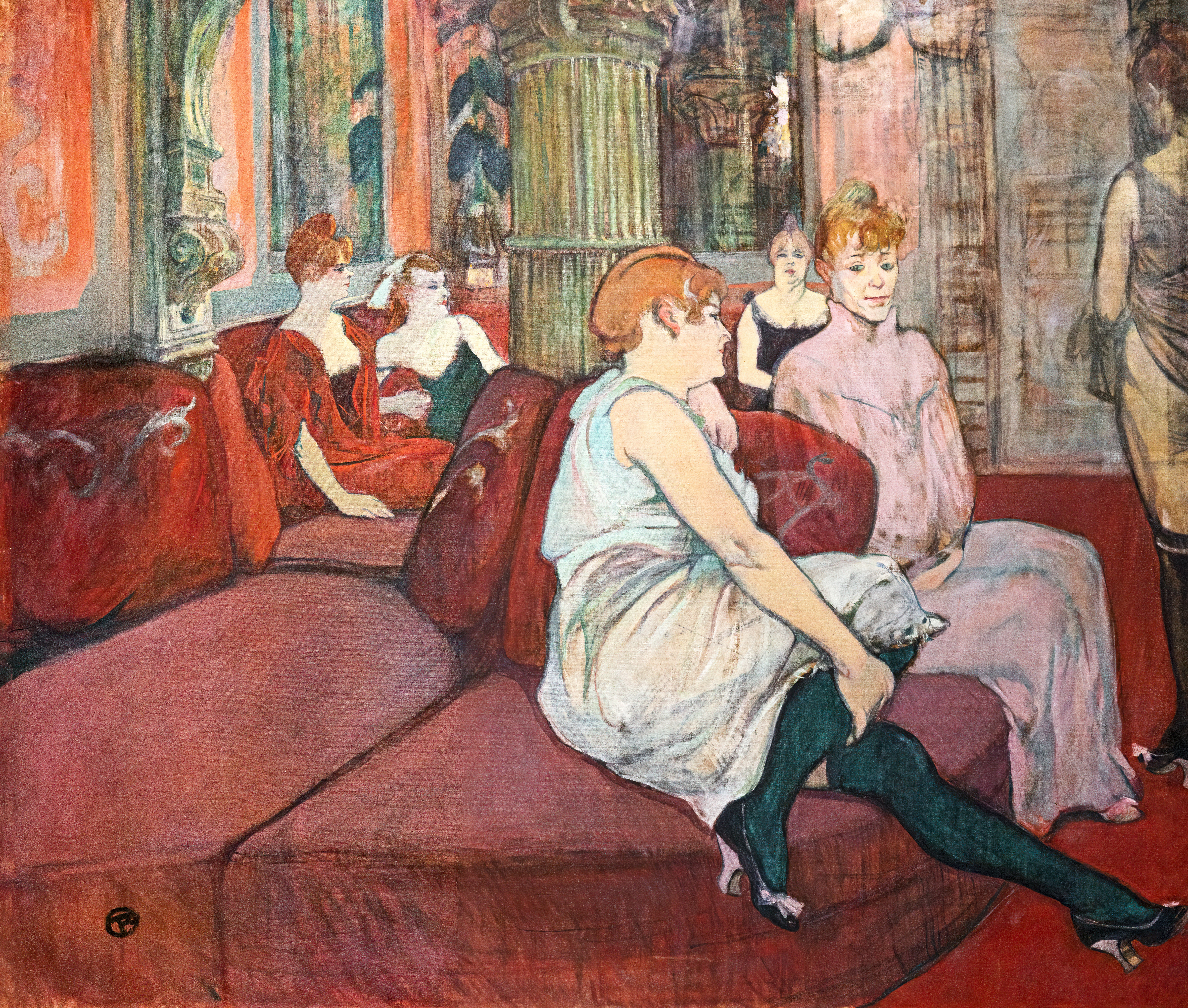
Salón v rue des Moulins, 1894

Předchozí „období salónů“ ukončil Lautrec v roce 1894 rozměrným plátnem Salón v rue des Moulins, které zachycuje pohled do veřejného domu. Obraz tvoří jakýsi epilog zmíněného období. Řada tužkových skic a dokonce pastel shodné velikosti jako vlastní obraz, které namalování obrazu předcházely, dokládá, jaký význam mu malíř přisuzoval. Plátno zachycuje šest prostitutek, sedících na obrovských pohovkách ve velmi luxusním interiéru, jehož nádhera účinně kontrastuje s rezignovanými pohledy žen. Malíř zde ovšem tyto ženy z okraje společnosti neodsuzuje a nekarikuje.
Zvláštní zakázkou byly dva rozměrné (3 × 3 metry) protějškové obrazy Tanec v Moulin Rouge a La Goulue tančí z roku 1895, namalované na hrubé plátno tak, že se výrazně uplatnil šedý podklad. Malíř zde využil své zkušenosti z tvorby plakátů. Určeny byly pro jarmareční boudu na Foire du Trône, v níž vystupovala La Goulue po odchodu z Moulin Rouge. Z téže doby pochází také obraz zachycující lesbickou lásku nazvaný Opuštěnost neboli Dvě přítelkyně a také obraz Marcelle Lenderová tančí bolero v operetě Chilpéric, který je inspirovaný divadelním představením a opět překvapí sytými barvami, zachycením pohybu i kompozicí.
Vedle scén z nevěstinců a barů je divadelní prostředí dalším, které malíř v této době často zachycoval. Veliká část z těchto prací přitom nepojednává dění na jevišti, nýbrž v hledišti. Časté je především zobrazení diváků v divadelních lóžích. Kromě toho se několikrát objevují také díla ze sportovního (cyklistika) či nemocničního prostředí (Operující dr. Réan).

#### 1897–1901

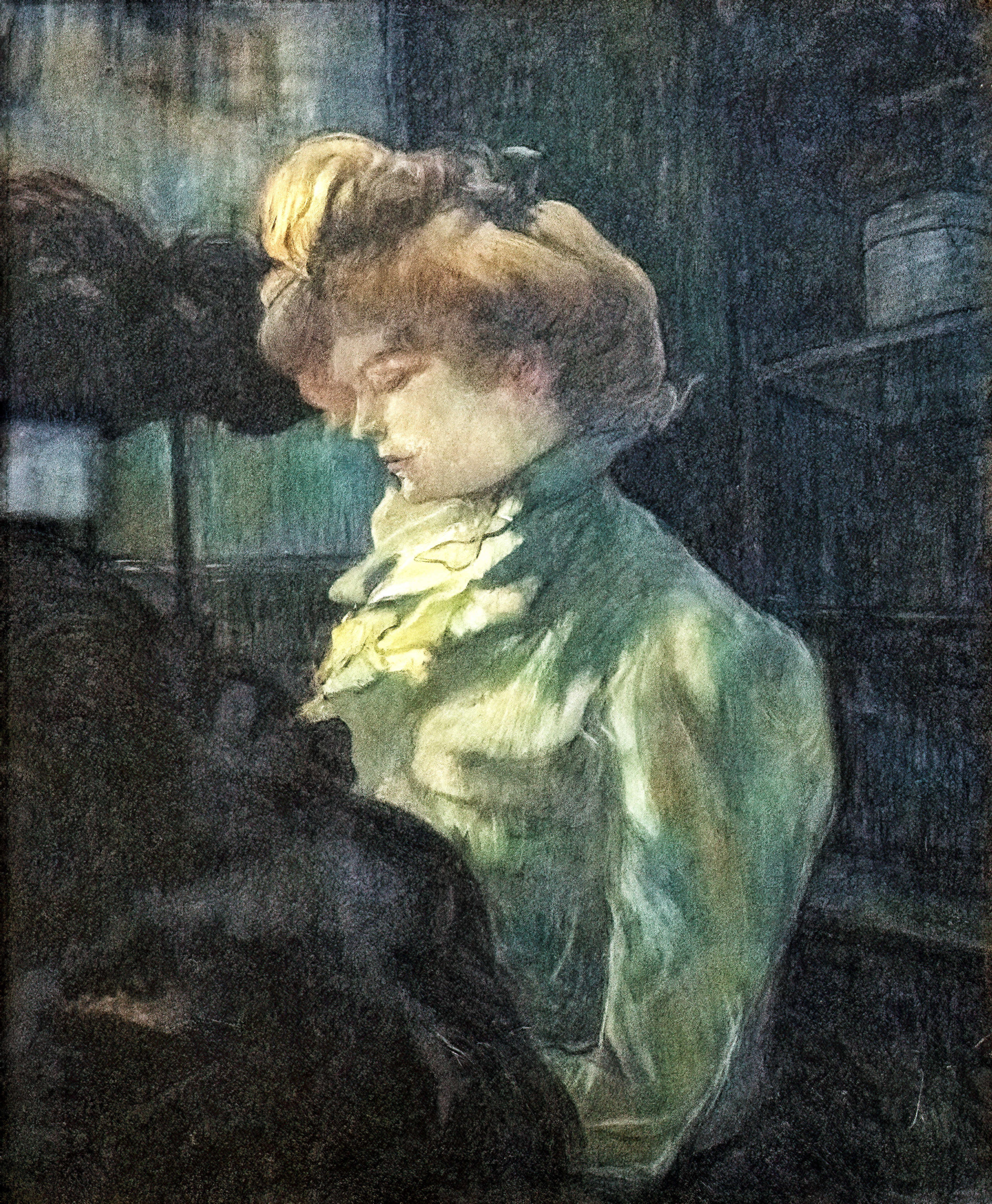
Modistka, 1900

Kolem roku 1897 došlo ke změně stylu, projevující se větší plasticitou, pevnější konstrukcí tvarů a pastóznější malbou ve větších, kontrastnějších plochách. To bývá vysvětlováno malířovým studiem starých mistrů a vlivem obrazů Paula Cézanna.
Z této doby pochází řada mistrovských aktů a také několik portrétů. Z období pobytu v ústavu pak třicet devět kreseb barevnými a obyčejnými tužkami, tušemi nebo rudkami s tématem cirkusu. Na těchto kresbách je nápadná ztráta virtuozity, lehkosti. Prozrazují námahu, kterou musel malíř k jejich vytvoření vynaložit.
Po návratu z ústavu Lautrec ještě vytvořil několik výrazných obrazů. Nejvýznamnější z nich je Modistka z roku 1900. Posledním obrazovým cyklem jsou práce zachycující zpěvohru Messalina, kterou byl malíř fascinován a opakovaně ji zhlédl v Bordeaux. Významné jsou i portréty Maurice Joyanta a Paula Viauda. Poslední obraz nazvaný Zkouška na lékařské fakultě z roku 1901 zůstal zřejmě nedokončen.

### Kresby

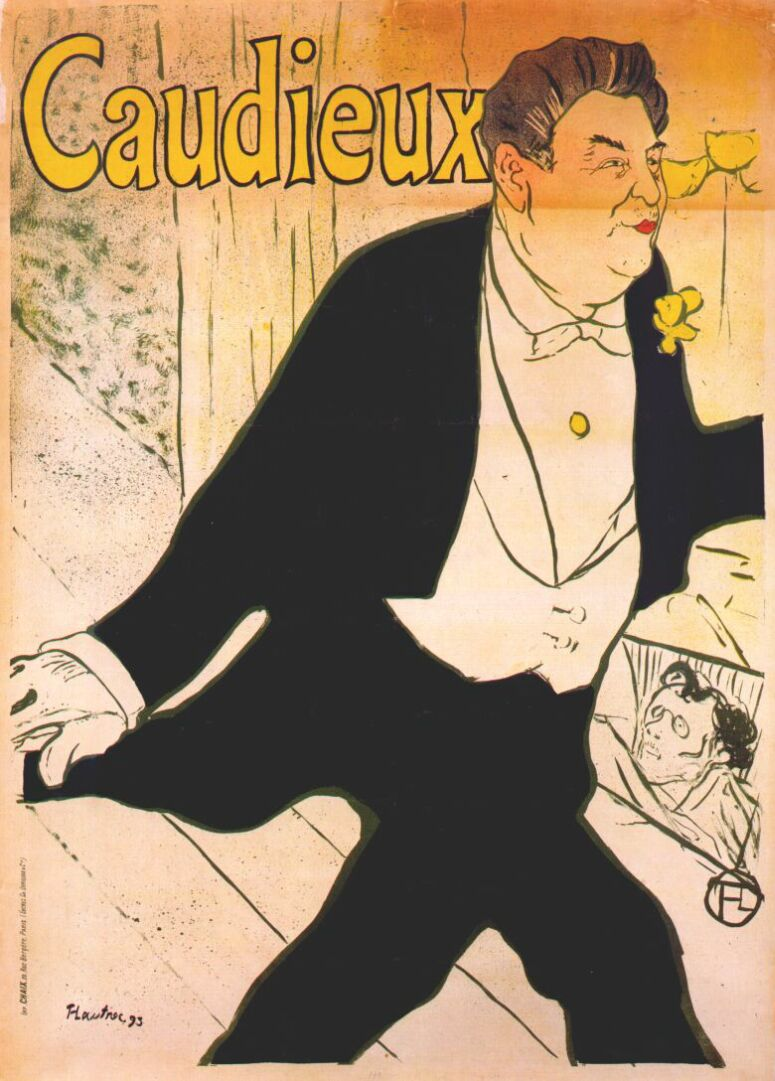
Plakát pro kabaretiéra Caudieuxe, 1883

Lautrec velmi intenzivně kreslil. Obrovské množství dochovaných kreseb ilustruje již konstatovaný fakt, že i Lautrecovy malby jsou kresebné a že malířovým nejvlastnějším vyjádřením mu byla barevná linie. Kresby sloužily především jako příprava pro olejomalby či litografie, ovšem část z nich byla určena také pro reprodukování v různých časopisech (Courrier français, Paris illustré, Le Mirliton.
O významu přípravných kreseb pro Lautreca svědčí to, že na výstavách kromě hotových obrazů několikrát vystavil i přípravné kresby k nim. Umožnil tak návštěvníkům jakýsi „pohled do kuchyně“. Obdobně dokonce jednou vystavil vedle litografií i pomalované litografické kameny.

### Grafika
Lautrecovo grafické dílo obsahuje hlavně plakáty (celkem 31), provedené technikou barevné litografie. Odrážejí Lautrecovu inspiraci barevným japonským deskotiskem a vynikají důslednou redukcí všeho nepodstatného a soustředěním na samotný základ obrazového sdělení. Jeho inovace znamenají zcela novou epochu uměleckého plakátu. Lautrec používal prakticky výhradně litografii, protože mu umožňovala živou, volnou kresbu. Často také rozstřikoval barvu kartáčem, čímž dosahoval zcela nečekaných efektů. Jako jediný malíř vytvářel studie k litografiím technikou olejomalby. To vypovídá o tom, jaký důraz litografii ve svém díle věnoval.
Již zmíněný plakát pro Moulin Rouge z roku 1891 byl první grafickou zakázkou. Při jeho ztvárnění Lautrec použil ústřední postavy z většího obrazu Tanec v Moulin Rouge. Dalšími známými plakáty jsou například Reine de Joie (1892), Jardin de Paris (1892), dvojice plakátů pro Buranta (1893), Divan Japonais (1893) a Confetti (1894). Plakát Caudieux z roku 1893 dokládá, jak radikálně Lautrec pracoval s kompozicí, neboť zobrazenou postavu dole i po stranách radikálně „řeže“, čímž vyvolává nesmírně silný dojem pohybu.
Od roku 1893 začal Lautrec také vytvářet černobílé litografie, často v celých cyklech (Koncertní kavárna – Le Café-Concert, Yvette Guilbertová). V těchto litografiích, vytvořených suverénní štětcovou techniku a doplněnou dalšími postupy, je patrná inspirace japonským uměním. Označením „To jsem viděl“ na jednom cyklu se odvolává na grafický cyklus Caprichos Francisca Goyi. Karikaturní prvky zase připomenou grafické dílo Honoré Daumiera.

Animace zobrazující jednotlivé barevné vrstvy Lautrecova plakátu vytvořeného technikou šestibarevné litografie

Roku 1895 šokoval Lautrec Paříž jednoduchostí a pádností dvojice plakátů tanečnic May Belfortové (červenobílý) a May Miltonové (modrobílý). O rok později vznikly plakáty Skupina slečny Eglantine a Cestující z kabiny č. 54. V roce 1896 vytvořil Lautrec album jedenácti barevných litografií Ony (Elles), zachycujících opět svět prostitutek a nevěstinců. Roku 1895 vytvořil pro revue Pan osmibarevnou litografii Marcelle Lenderové. Tato technicky mimořádně náročná grafika byla pochopitelně tištěna jako soutisk osmi litografických kamenů. Z roku 1896–1897 pochází významná litografie s divadelní tematikou Velká lóže, z roku 1900 pak mistrovská deska Madame Poupoule při toaletě. Zobrazení této prostitutky, která se v Lautrecových dílech objevila vícekrát, připomíná díla Maneta, Degase a Renoira, jež ovšem malíř posunul do expresivně psychologické roviny.
Kromě plakátů, či litografických cyklů vytvářel Lautrec také další užitou grafiku, například jídelní lístky a podobné příležitostné práce, a mimo jiné i titulní strany knih či knižní ilustrace. Vedle Daumierova díla je Lautrecovo nejvýznamnějším grafickým dílem 19. století ve Francii.

### Vliv Toulouse-Lautreca
Už za Lautrecova života byl patrný jeho vliv na další malíře. Představitele Art Nouevau (kam bývá pro své grafické dílo také někdy řazen) ovlivnil svými plakáty a některými volnými litografiemi, jeho vliv je patrný také u nabistů. Ovlivnil jak Pierra Bonnarda, tak Edvarda Muncha. Velkým obdivovatelem Lautrecova díla byl i Pablo Picasso, kterého ovlivnil zvláště v tvorbě modrého a růžového období, v latentní podobě i později. Podobný latentní vliv měl ostatně Lautrec na mnoho malířů počátku 20. století. Z českých tvůrců v nějaké míře ovlivnil například Luďka Marolda, Arnošta Hofbauera, Miloše Jiránka, Františka Kupku, Františka Koblihu a Františka Tichého.

## Příklady pracovních postupů (galerie)
model a výsledný obraz

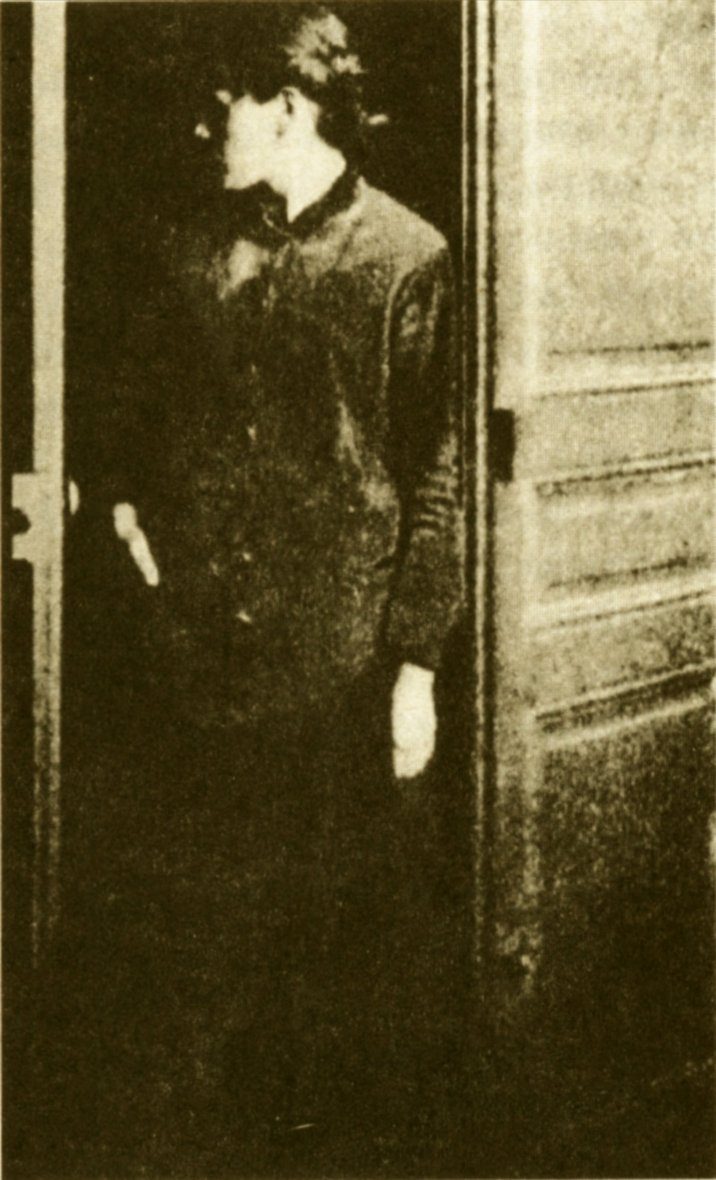
Carmen Gaudinová pózuje pro obraz Na ulici
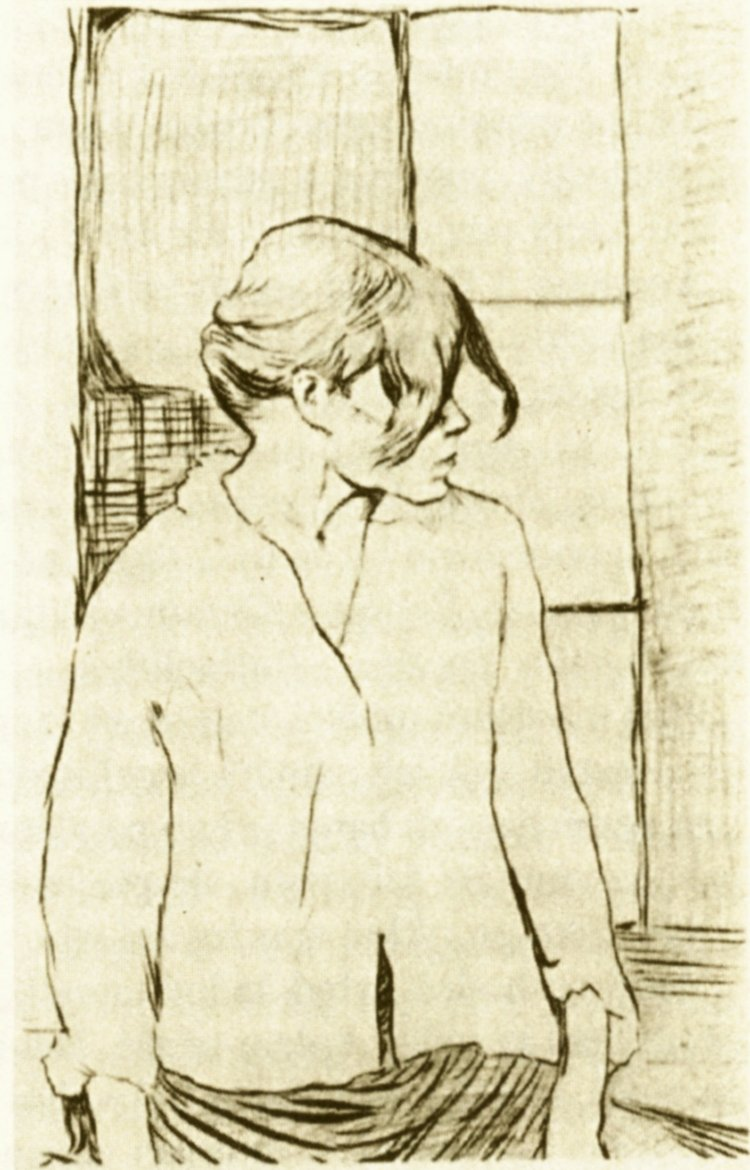
Studie obrazu Na ulici
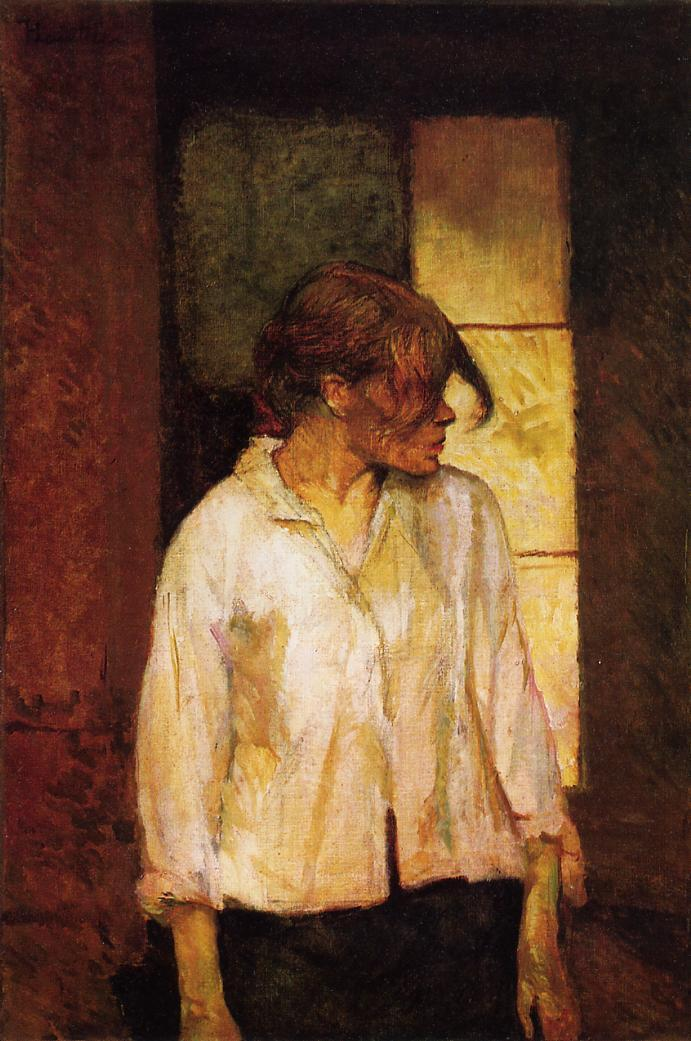
Výsledný obraz Na ulici

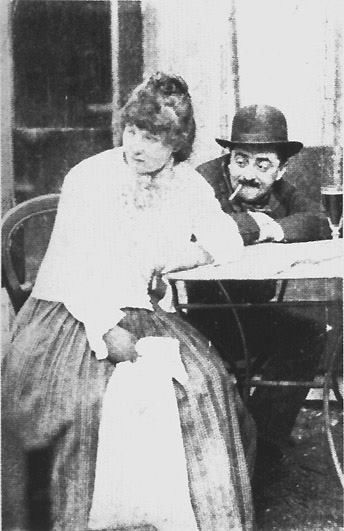
Maurice Guiberts modelkou pózují k obrazu Á la mie
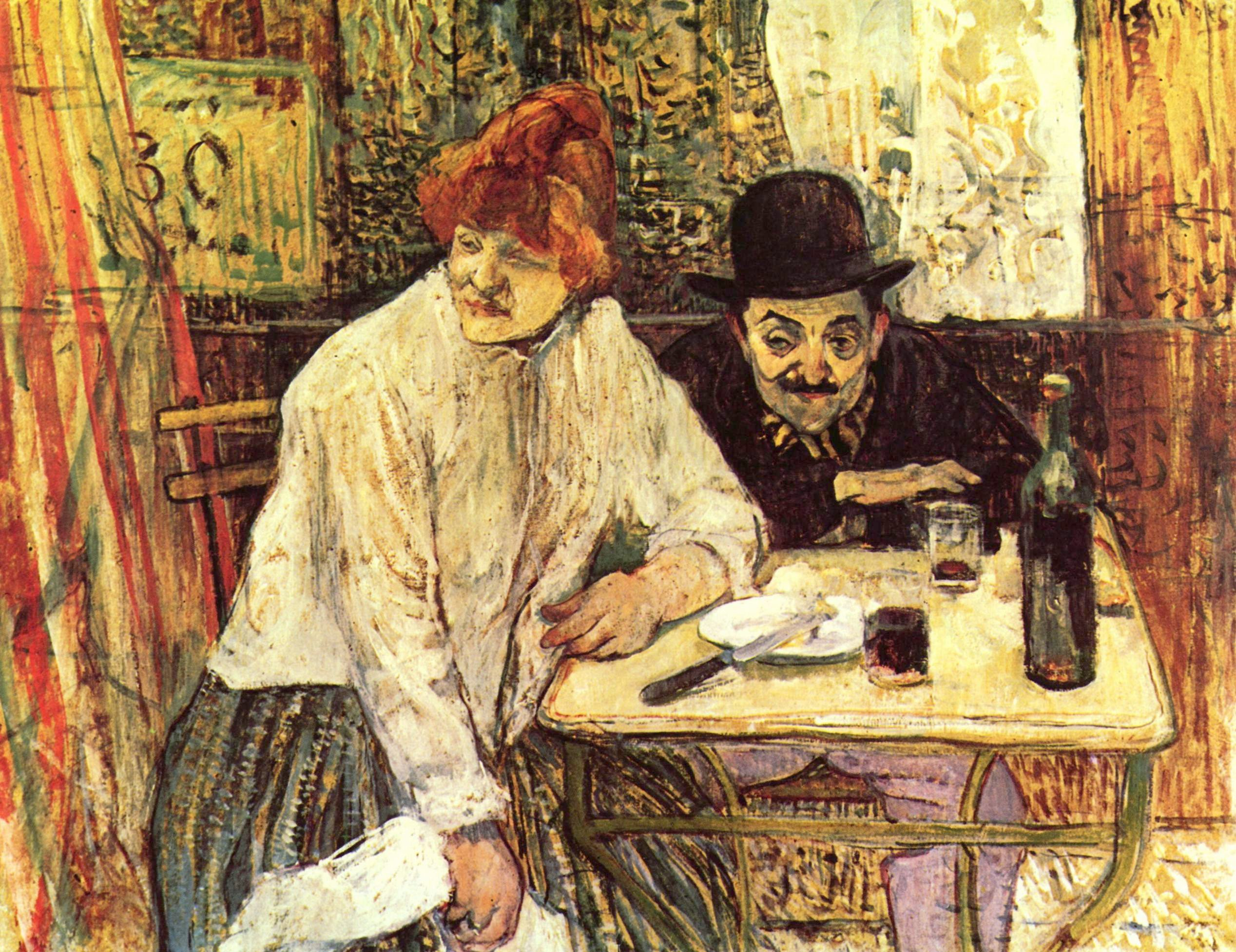
Výsledný obraz Á la mie
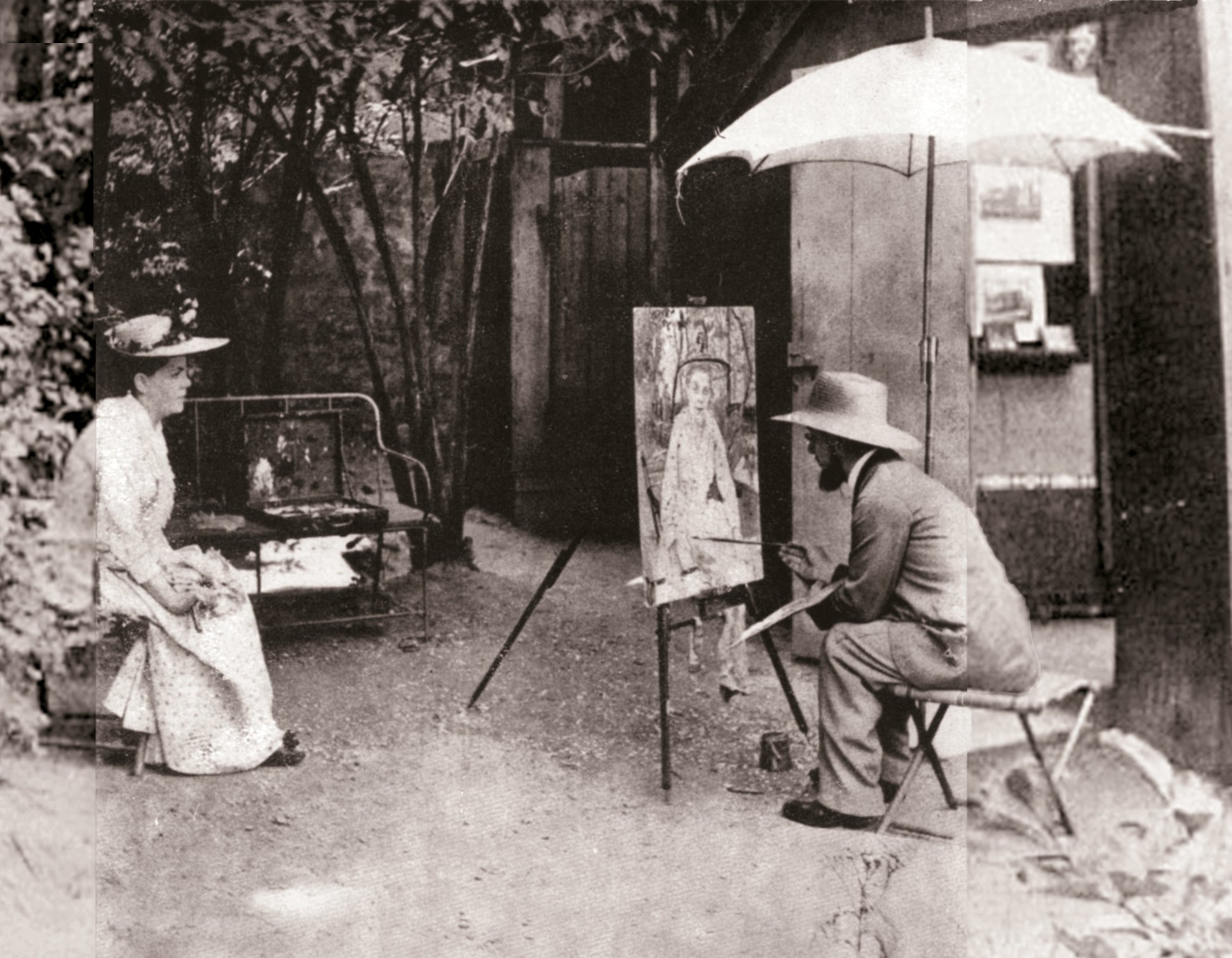
Lautrec maluje v zahradě otce Foresta hluchoněmou Bertu
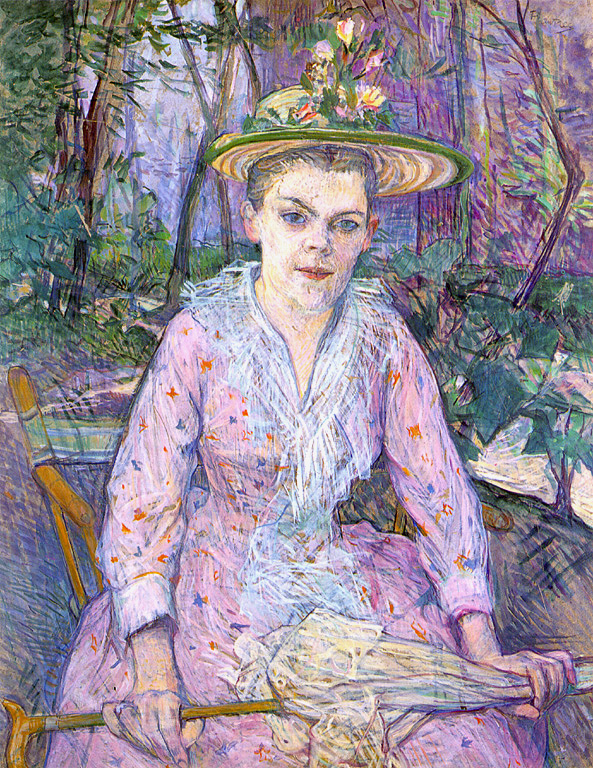
Výsledný obraz

přípravné studie

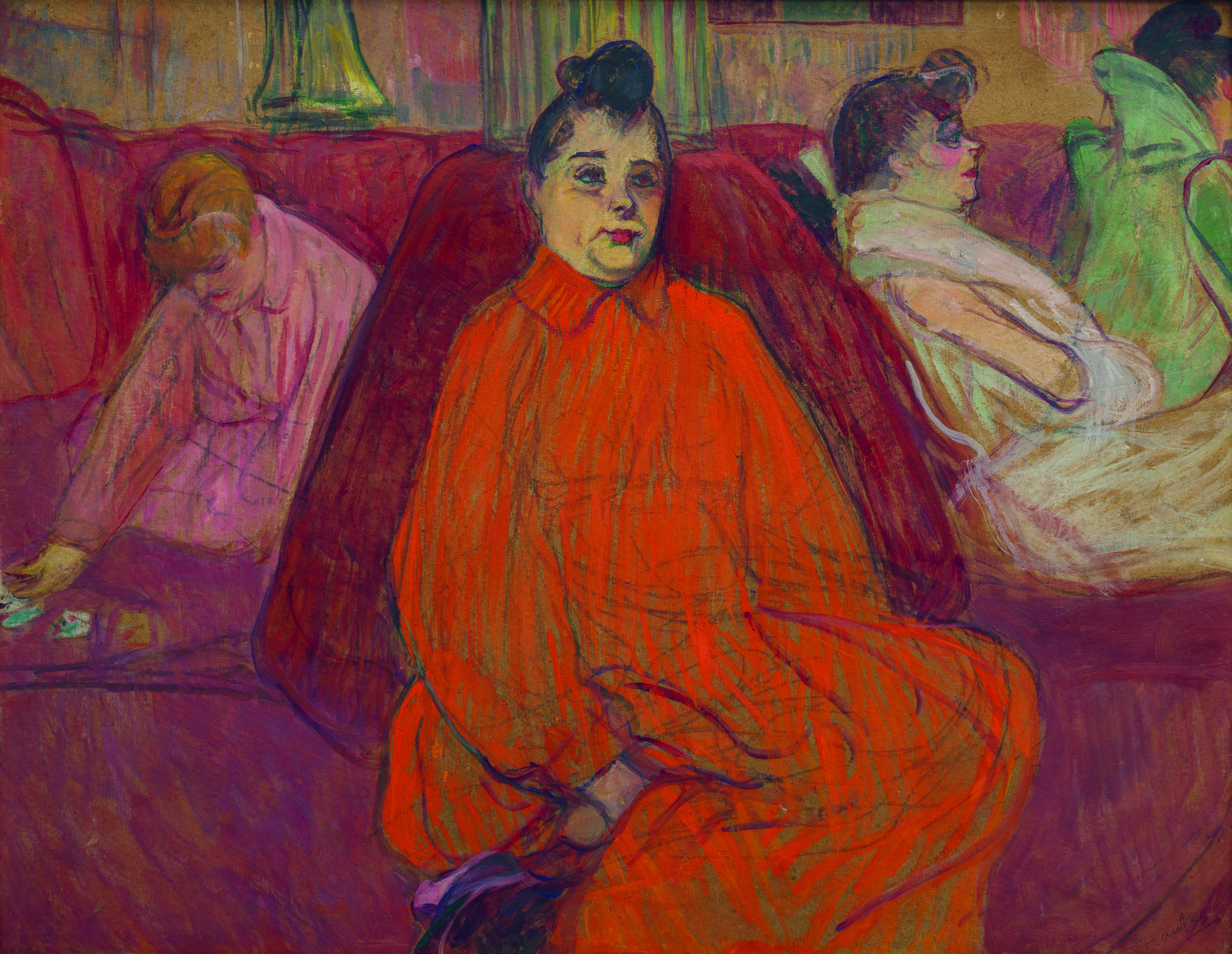
Dílčí studie obrazu Salon v Rue des Moulins
Pastelová studie obrazu Salon v Rue des Moulins
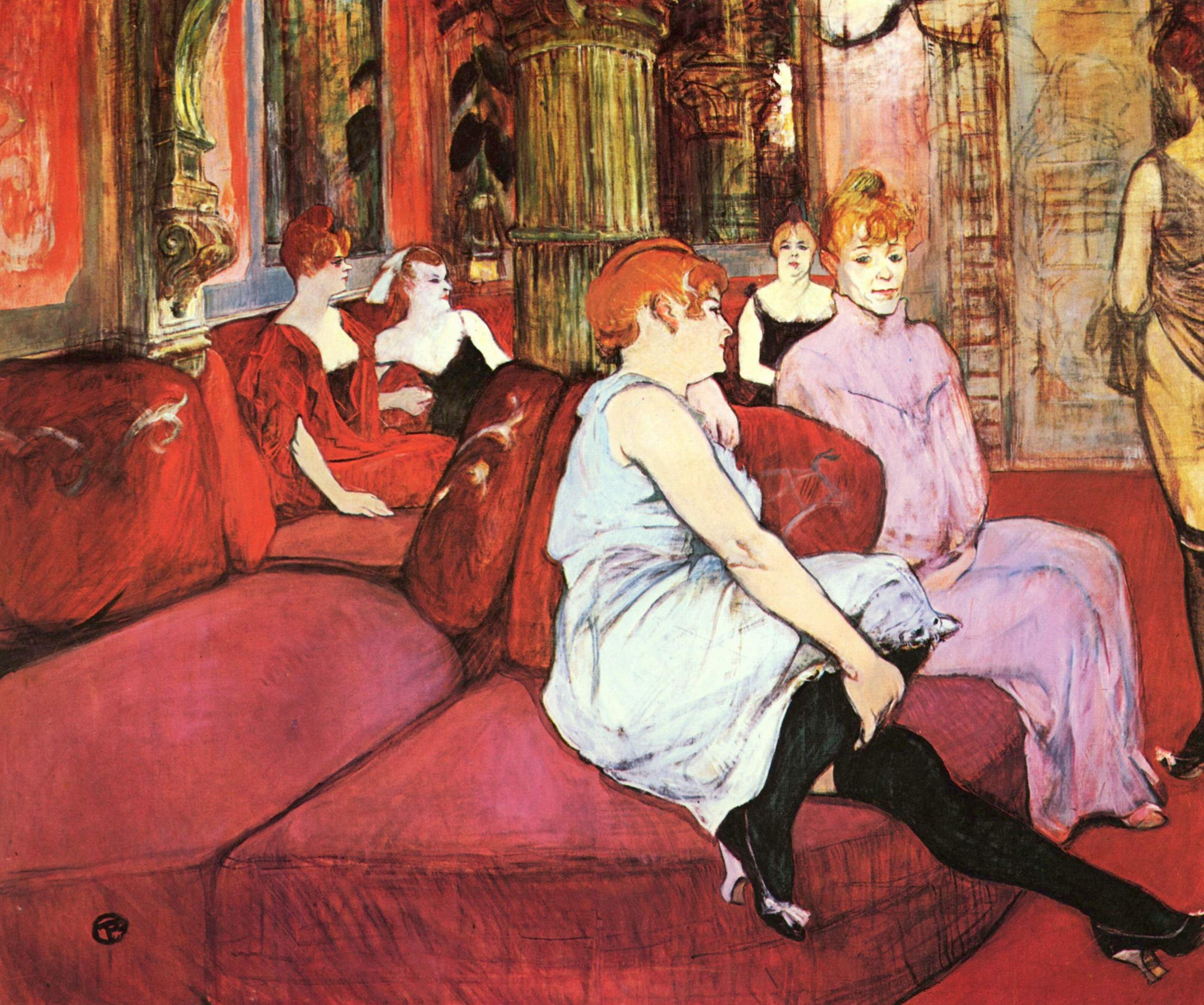
Obraz Salon v Rue des Moulins

změna velikosti obrazů

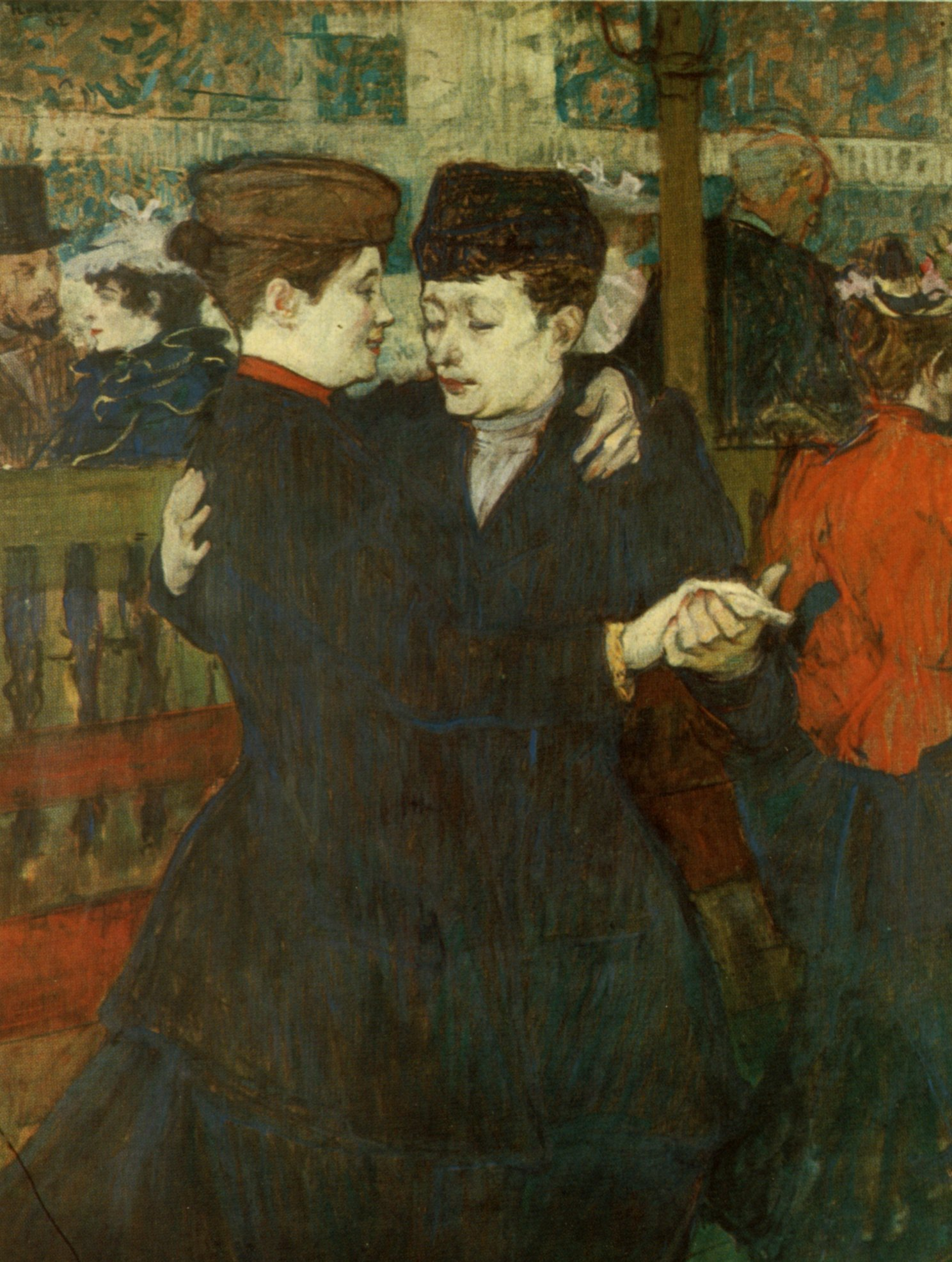
Původní velikost obrazu V Moulin Rouge: Dvě ženy tančí valčík
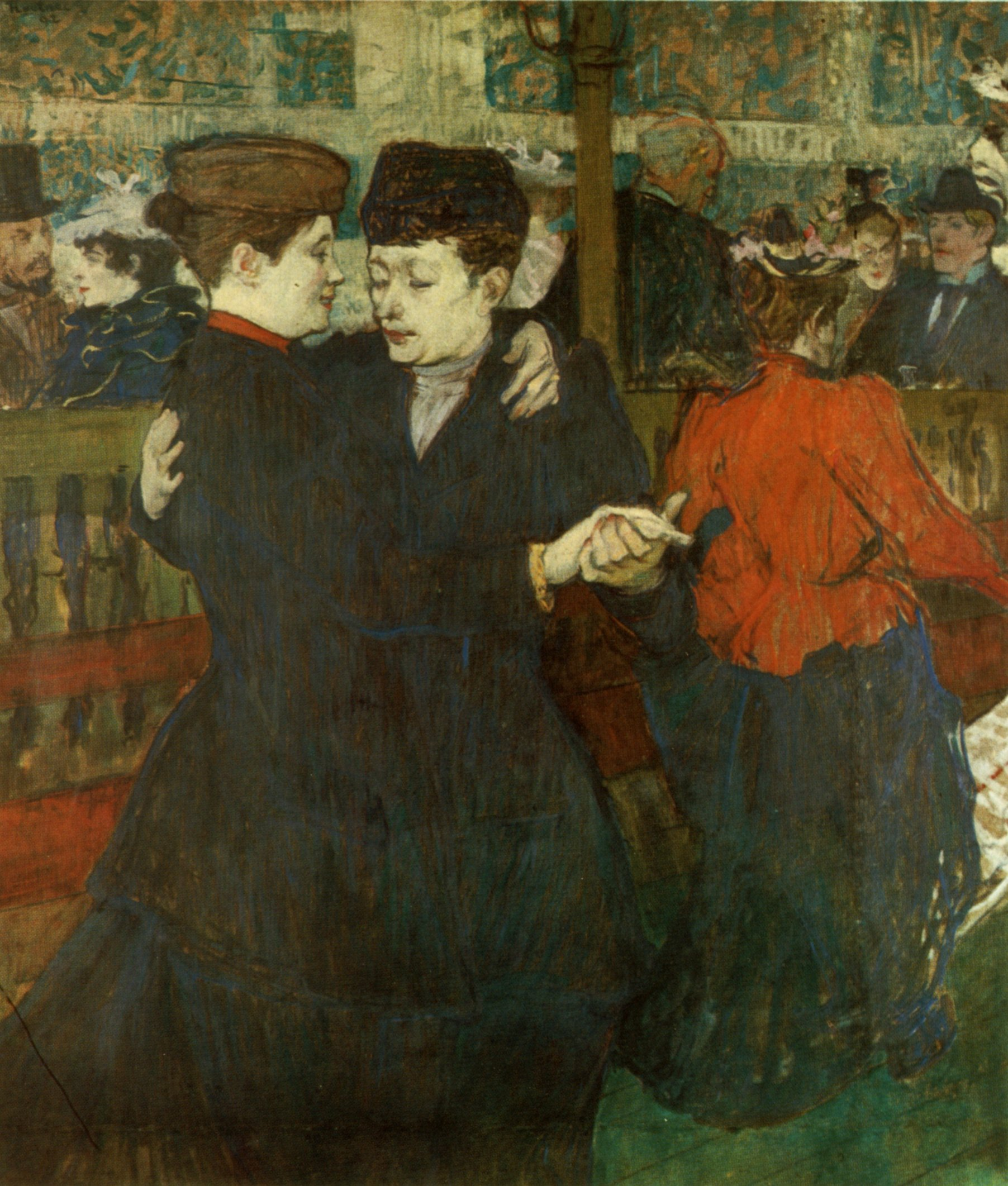
Tentýž obraz po zvětšení
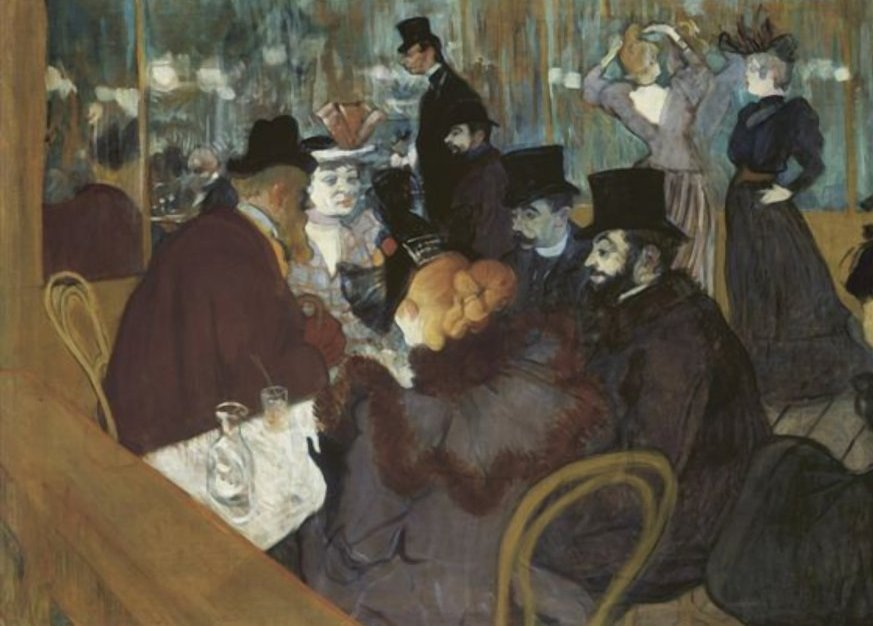
Původní velikost obrazu Na promenádě Moulin Rouge
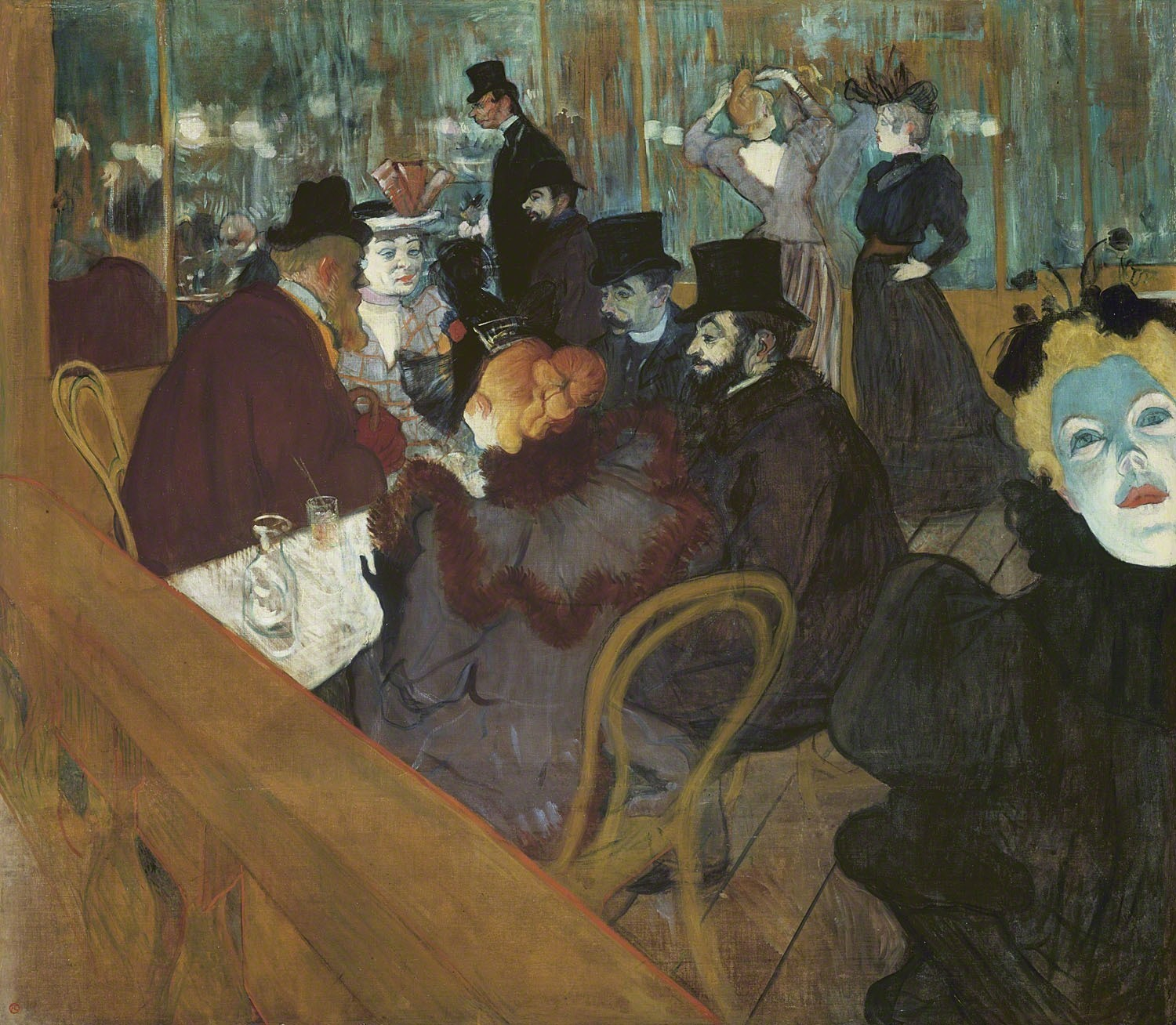
Tentýž obraz po zvětšení

litografie a její předloha

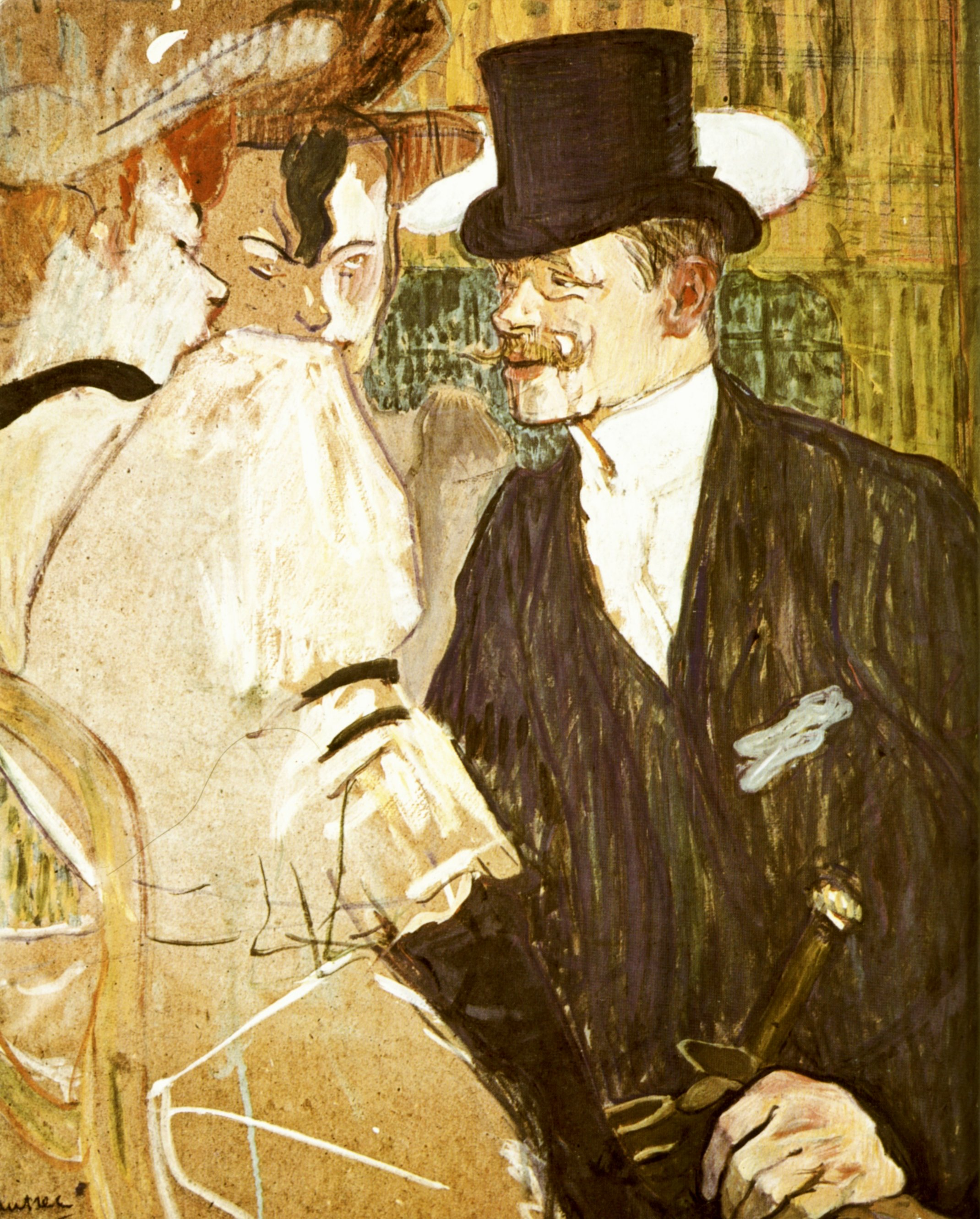
Angličan v Moulin Rouge (olej na kartonu)
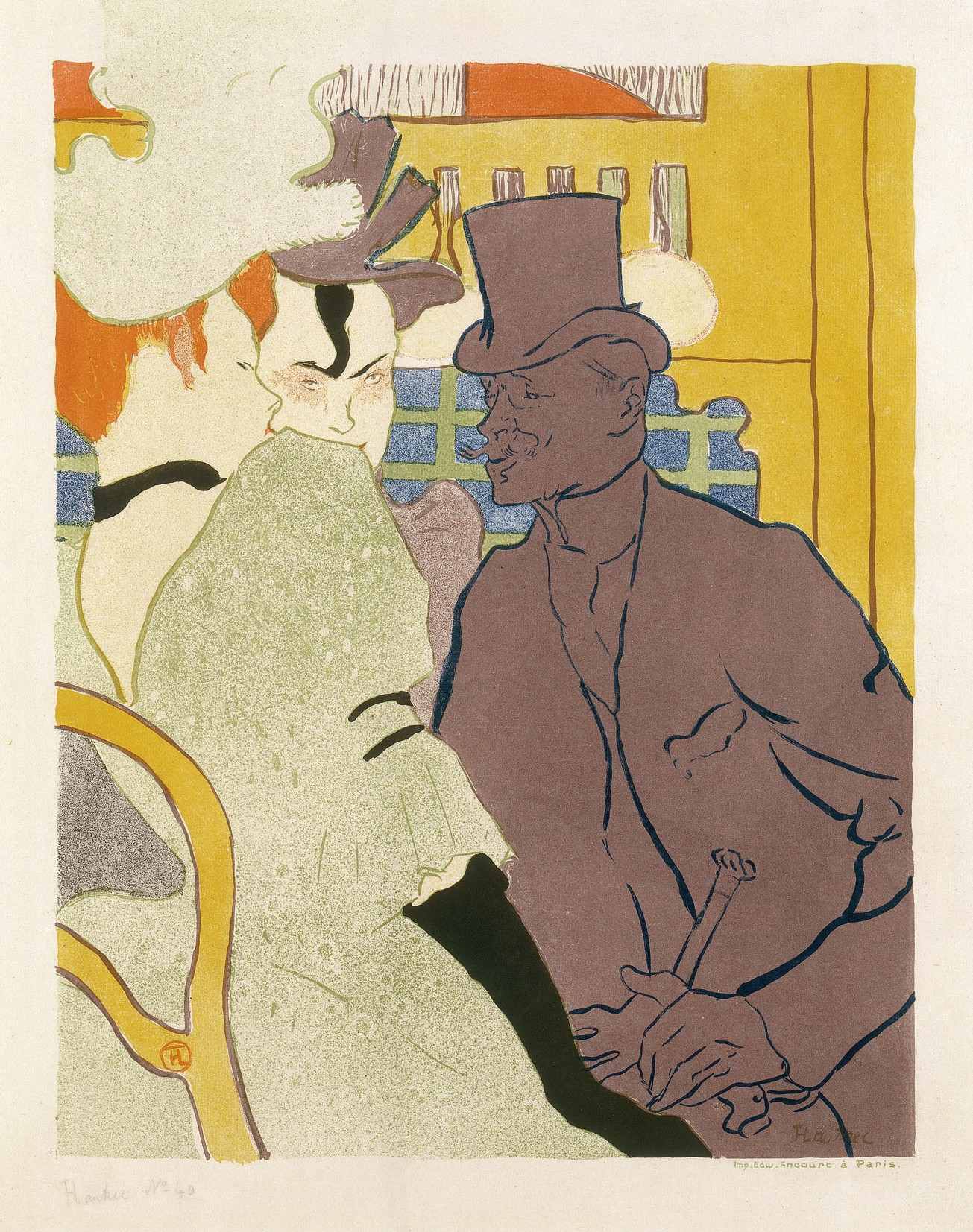
Angličan v Moulin Rouge (litografie)
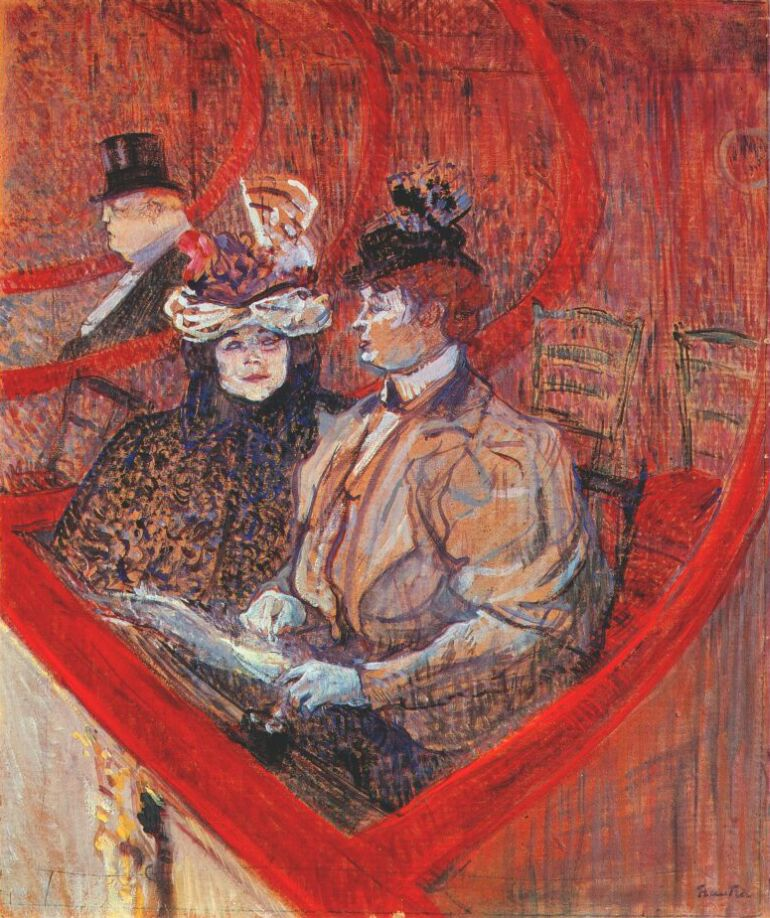
Studie pro litografii Veliká lóže (olej)
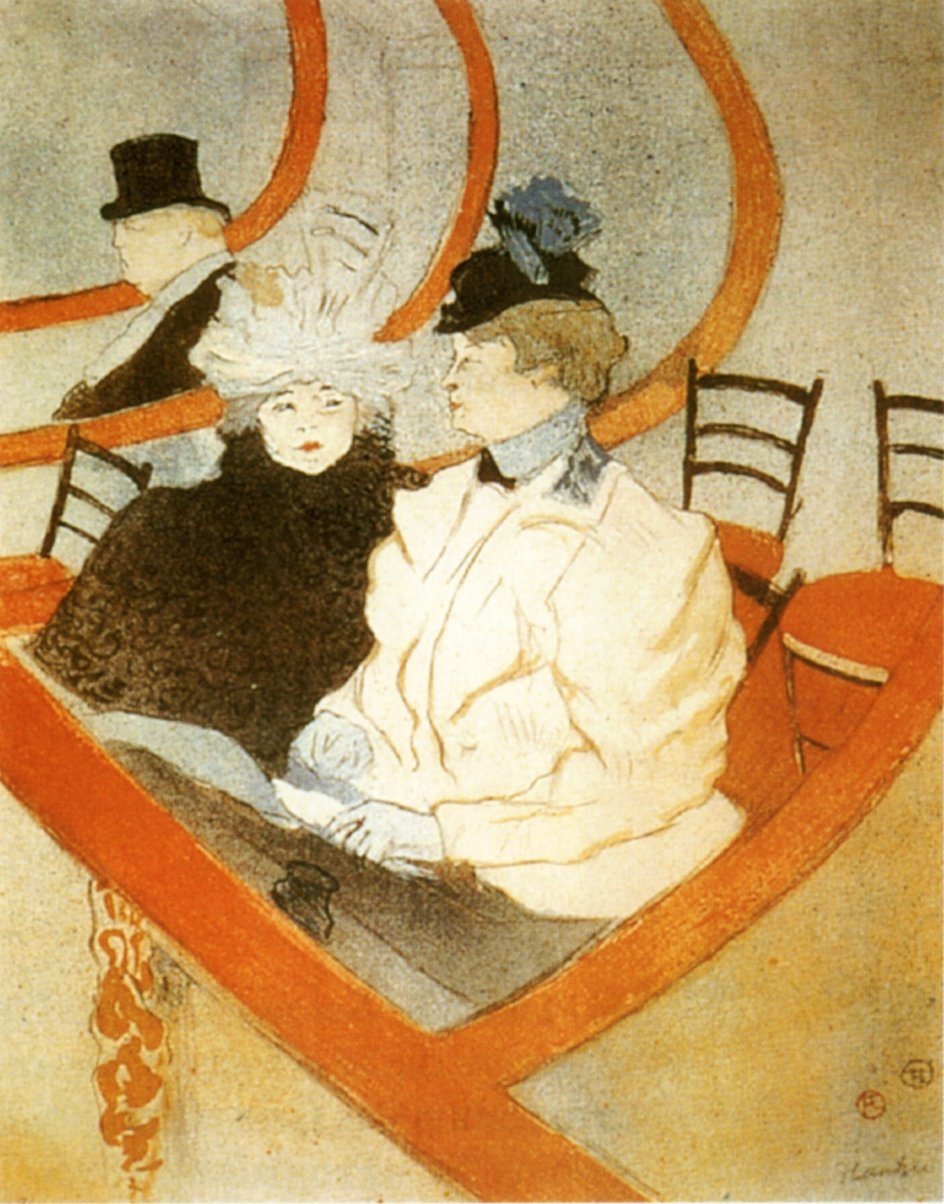
Litografie Veliká lóže (La Grande Loge)

varianty litografií

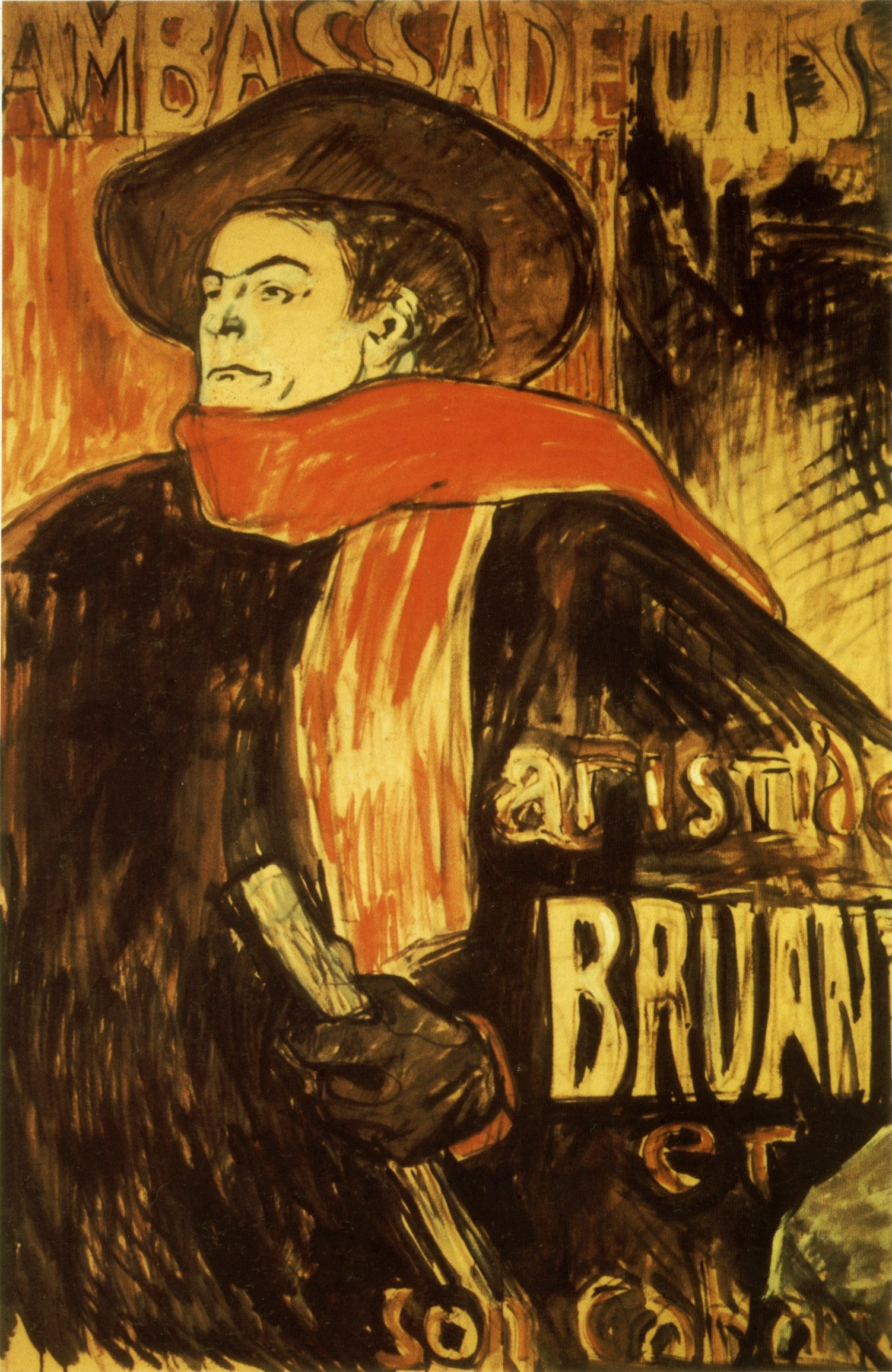
Studie plakátu Ambassadeurs: Aristide Bruant
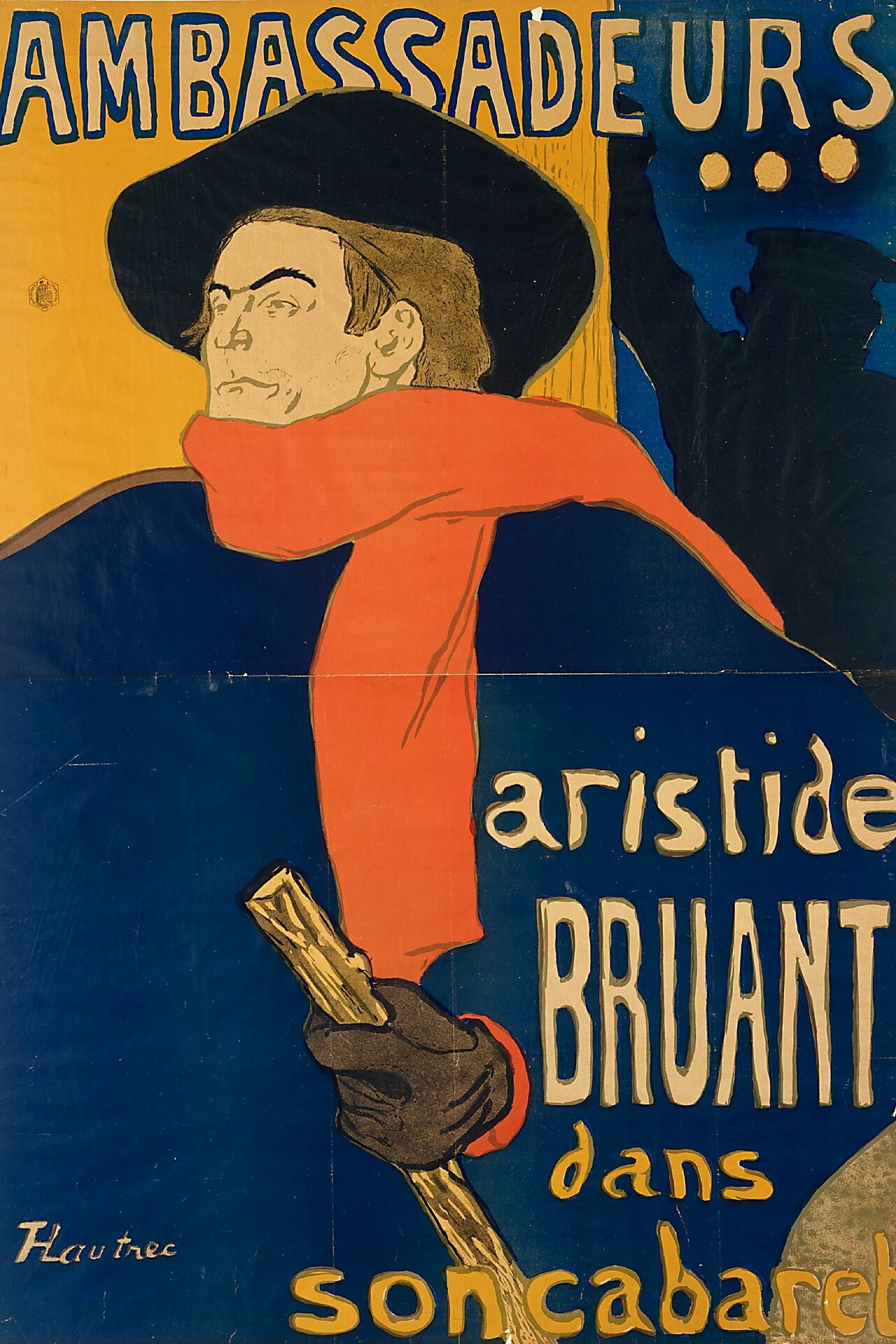
Výsledný plakát
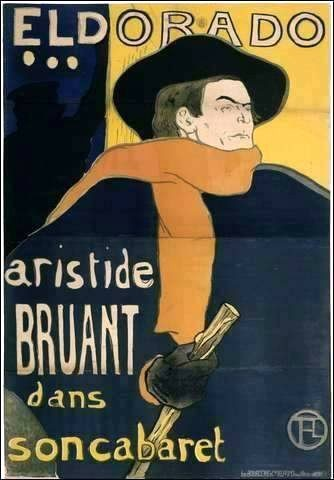
Zrcadlově otočená varianta Eldorado
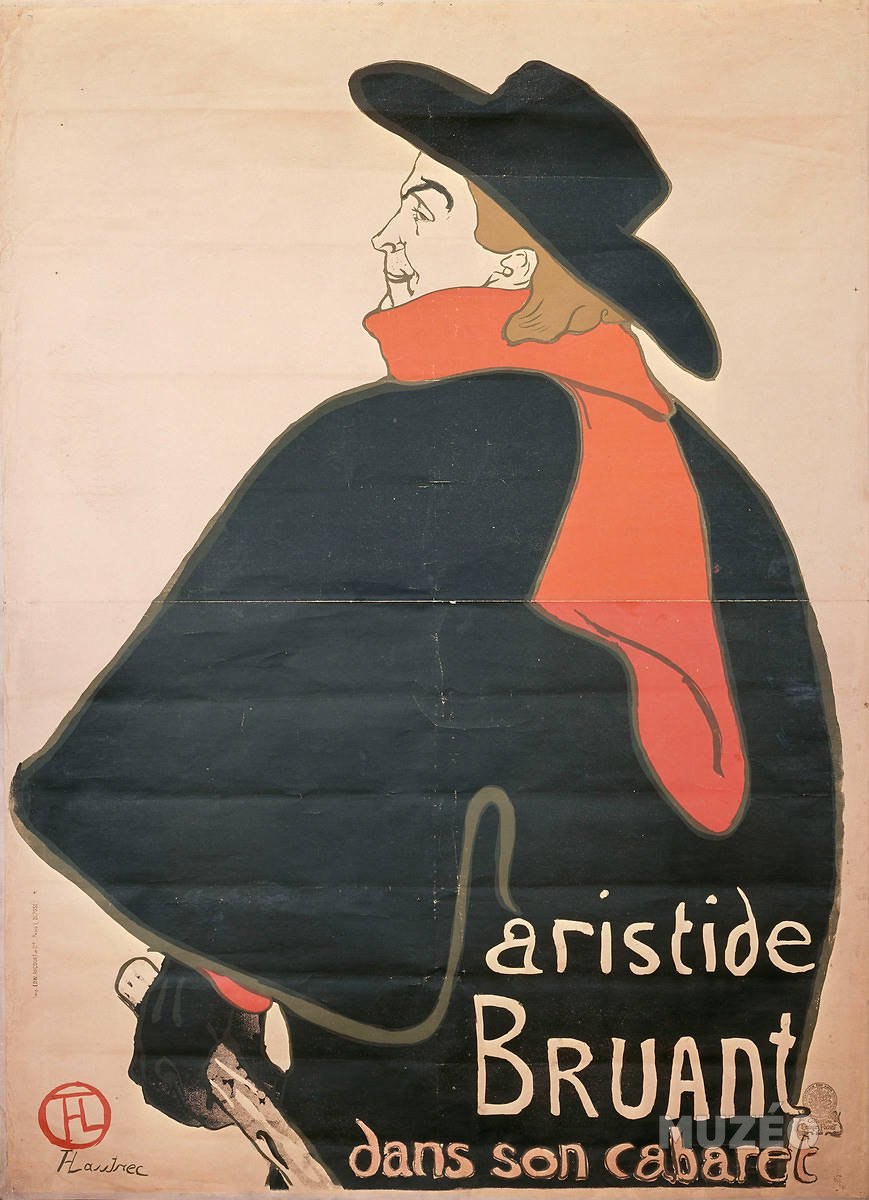
Další varianta téhož plakátu

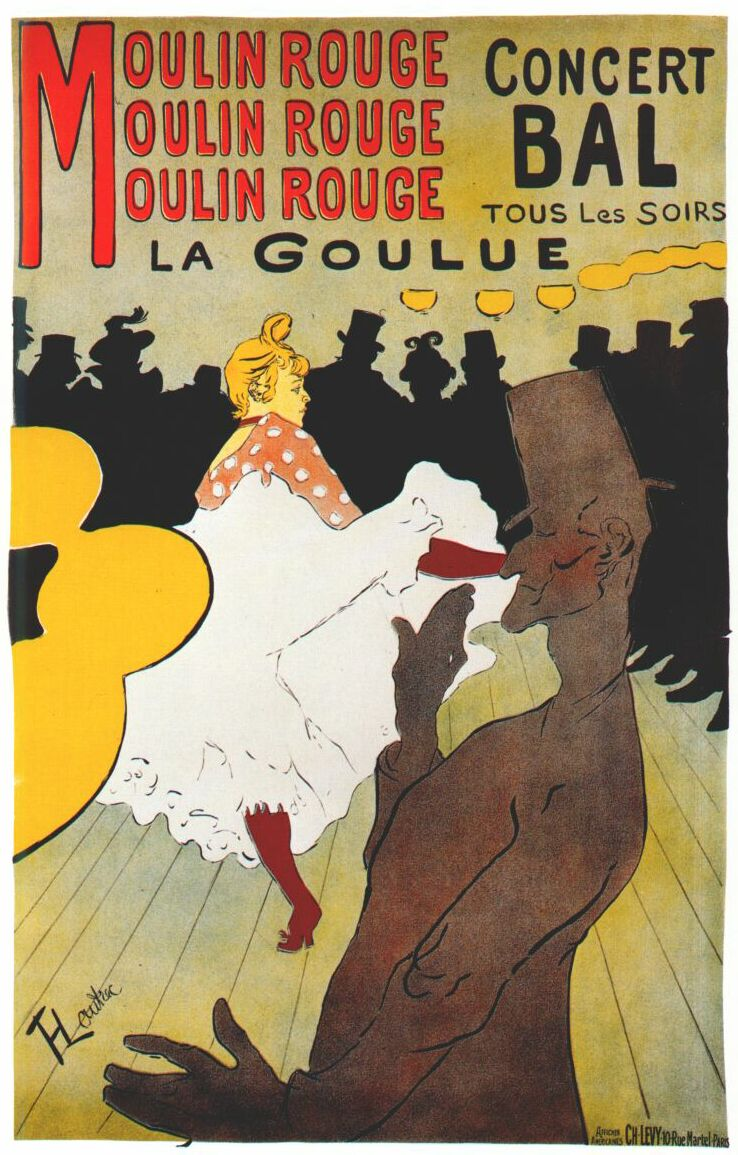
Plakát Moulin Rouge: La Goulue
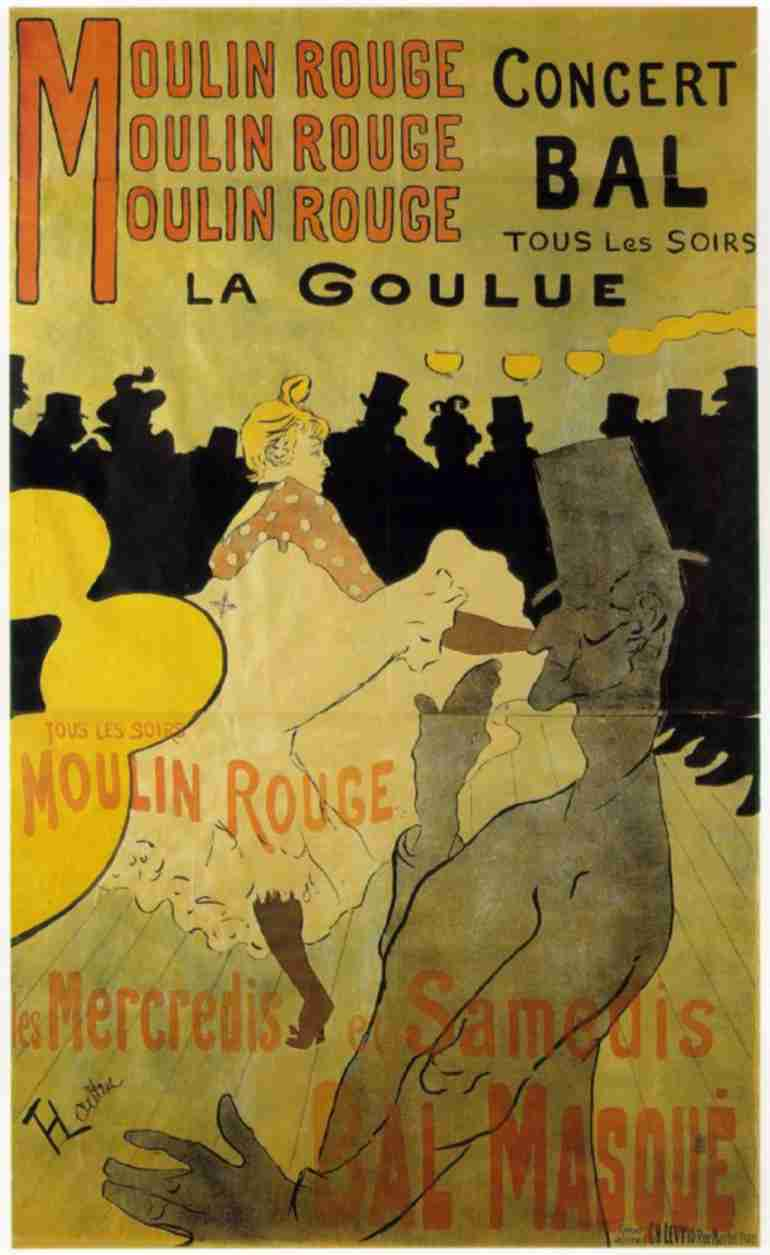
Tentýž plakát s přidaným textem
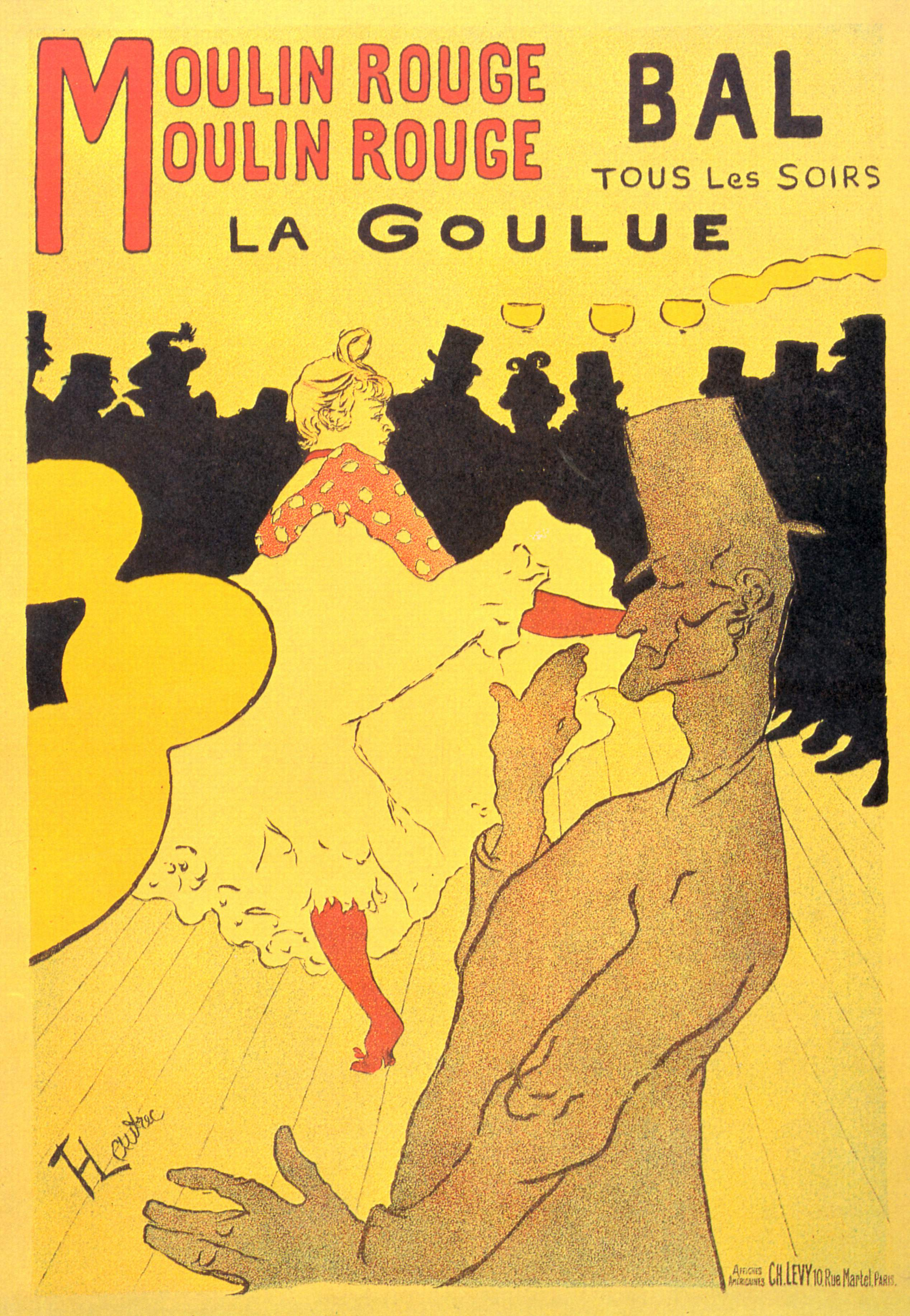
Mírně pozměněný plakát

barevné rozdíly jednotlivých, jinak identických litografií

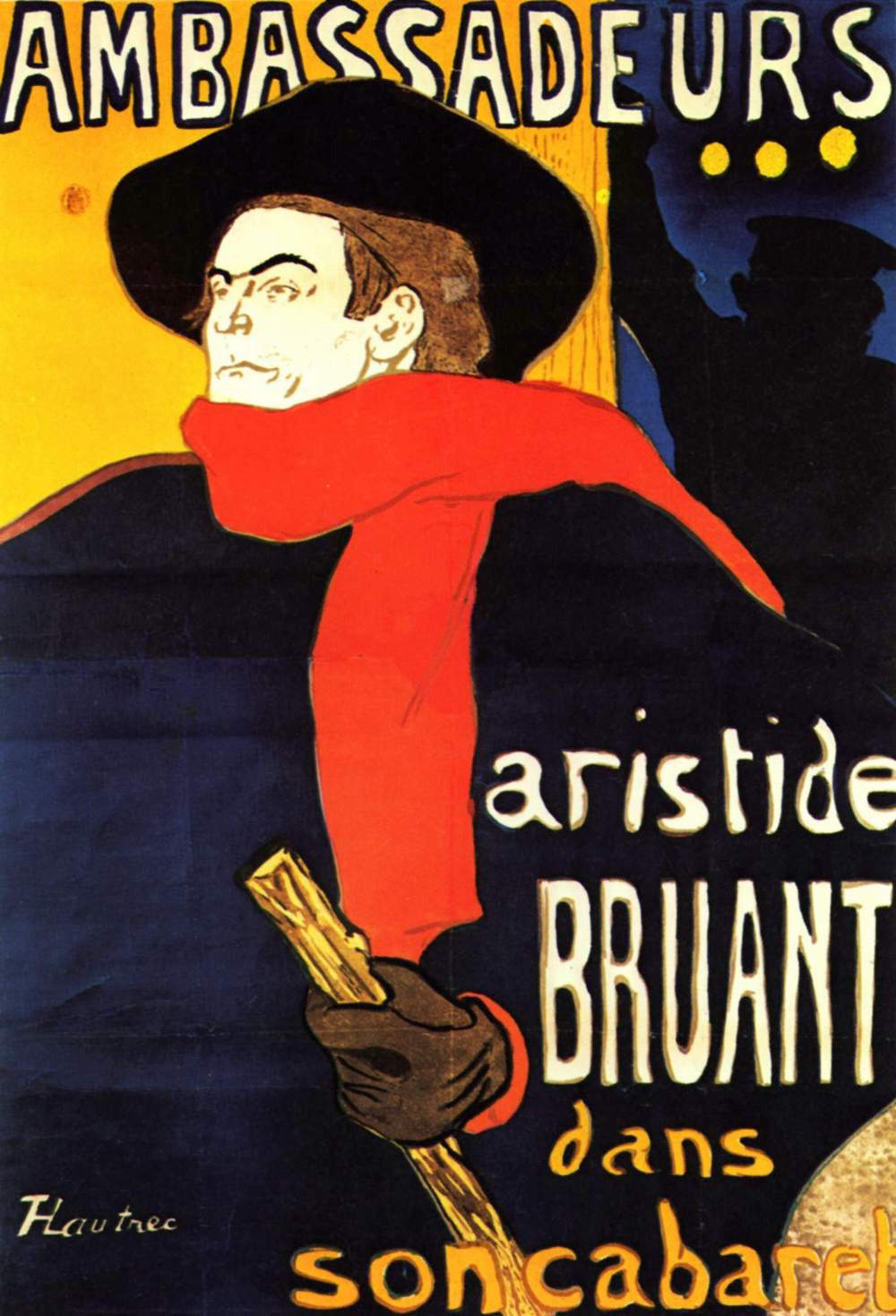
Plakát Ambassadeurs: Aristide Bruant
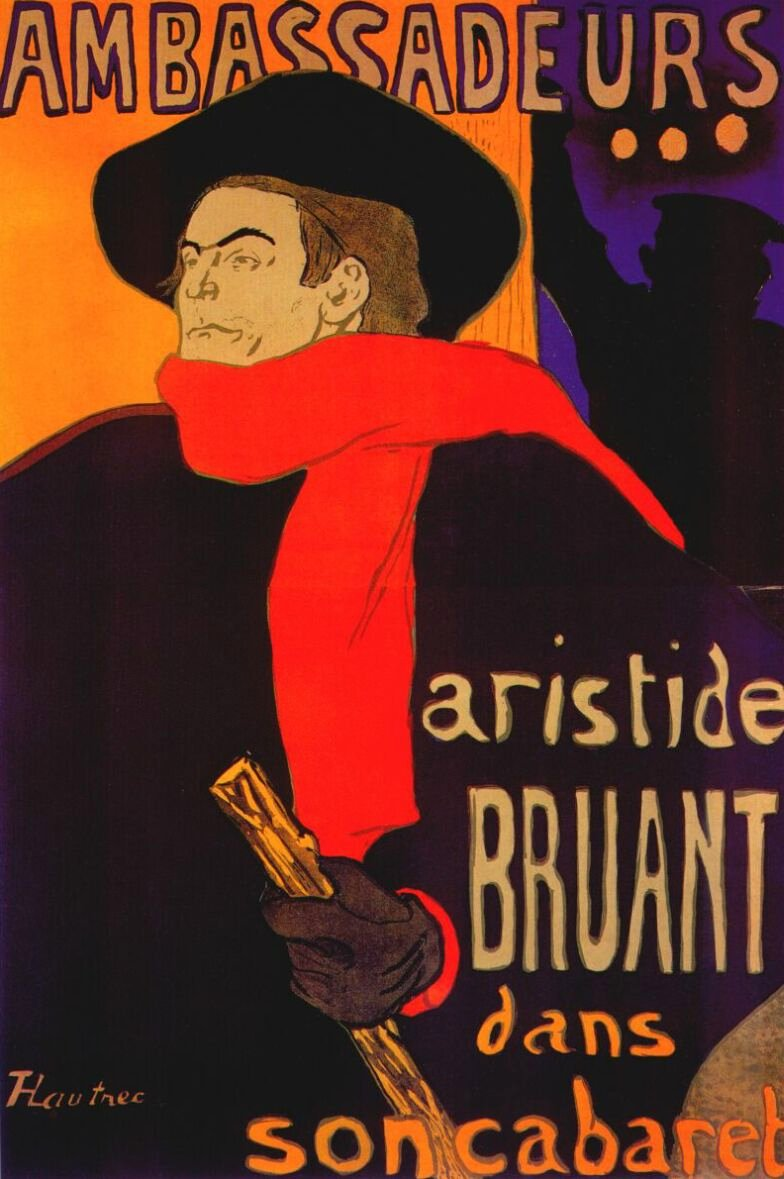
Mírně odlišná barevná varianta
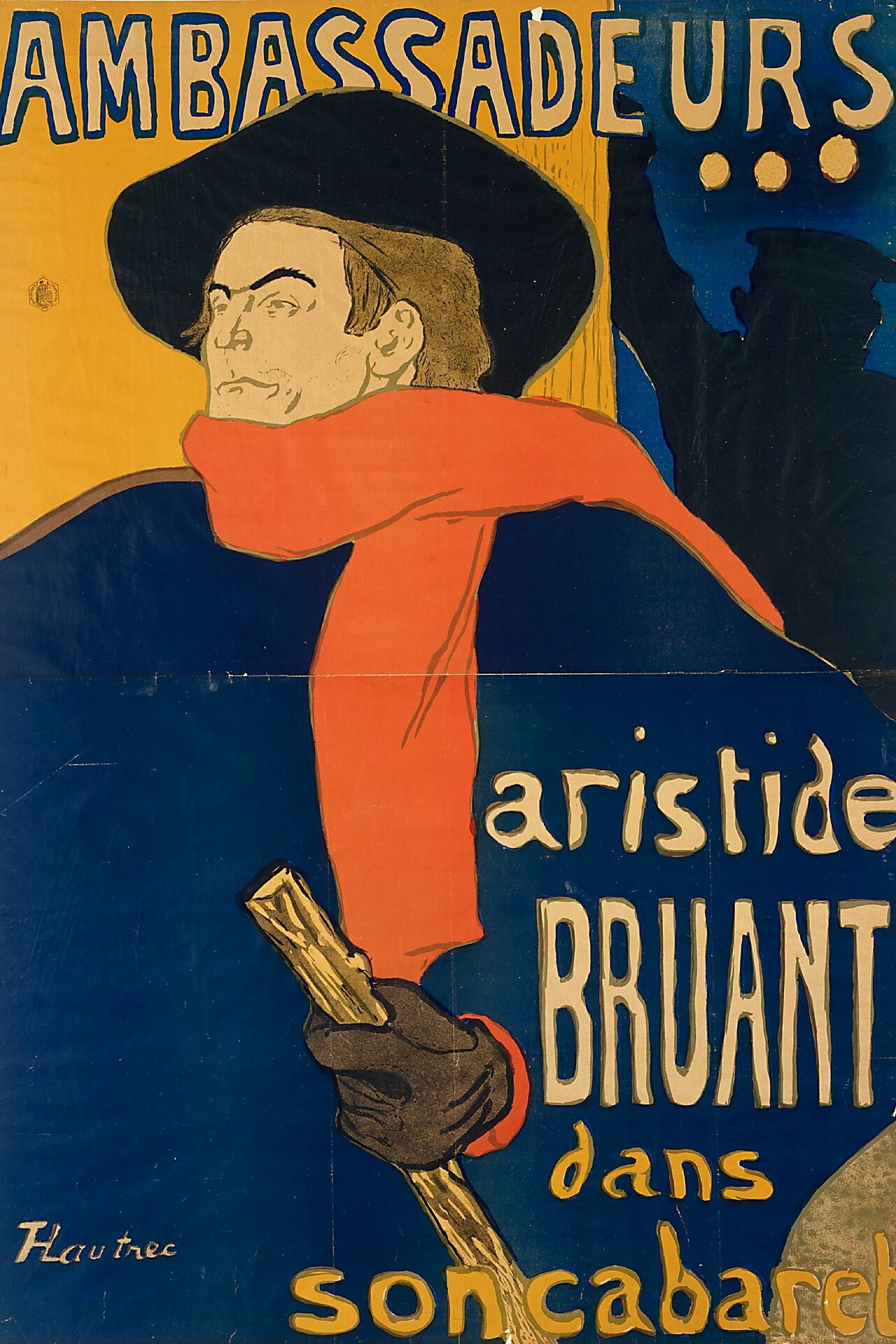
Mírně odlišná barevná varianta

## Výběr významných děl
- Podkoní se dvěma koňmi, 1880

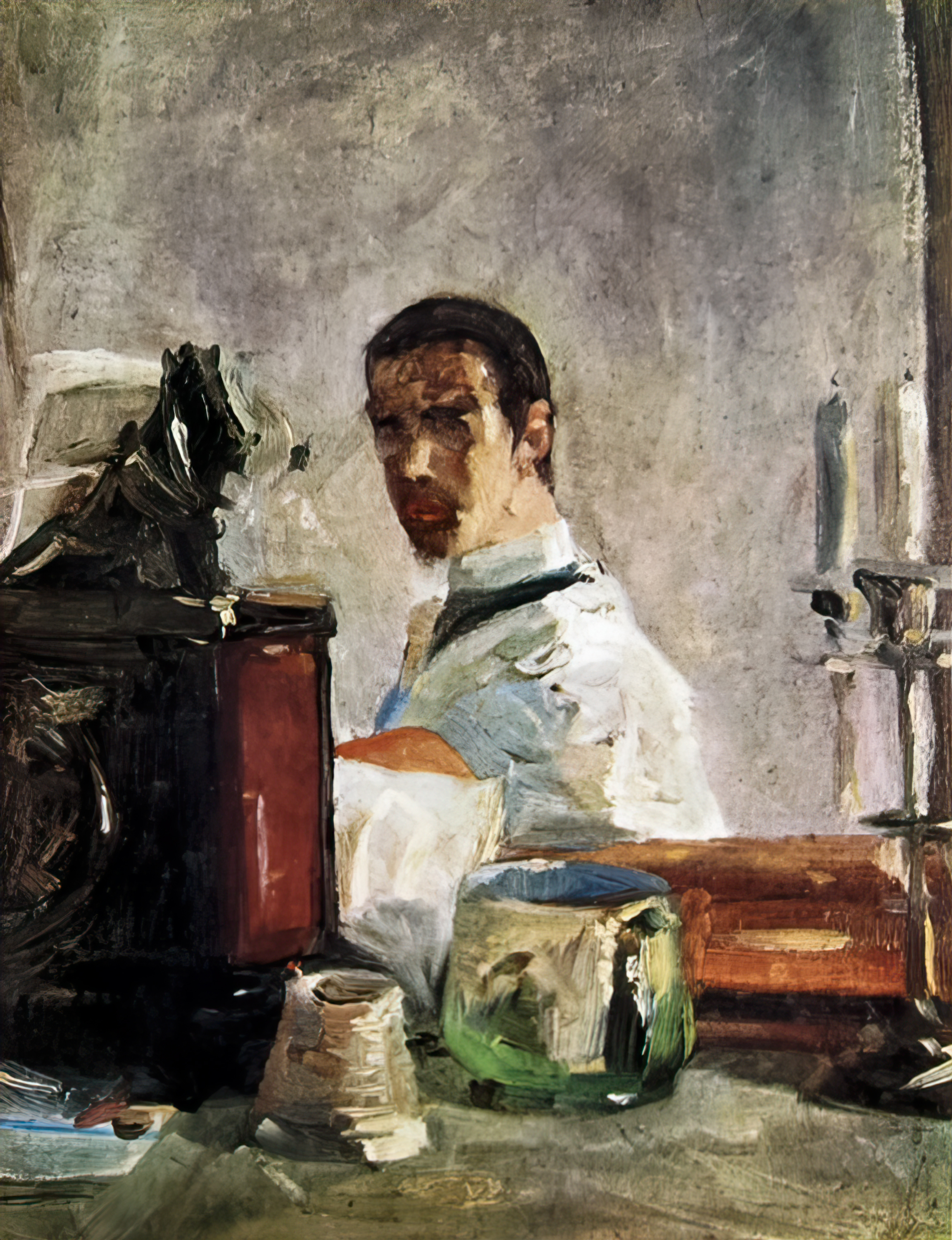
Autoportrét před zrcadlem, 1882–1883

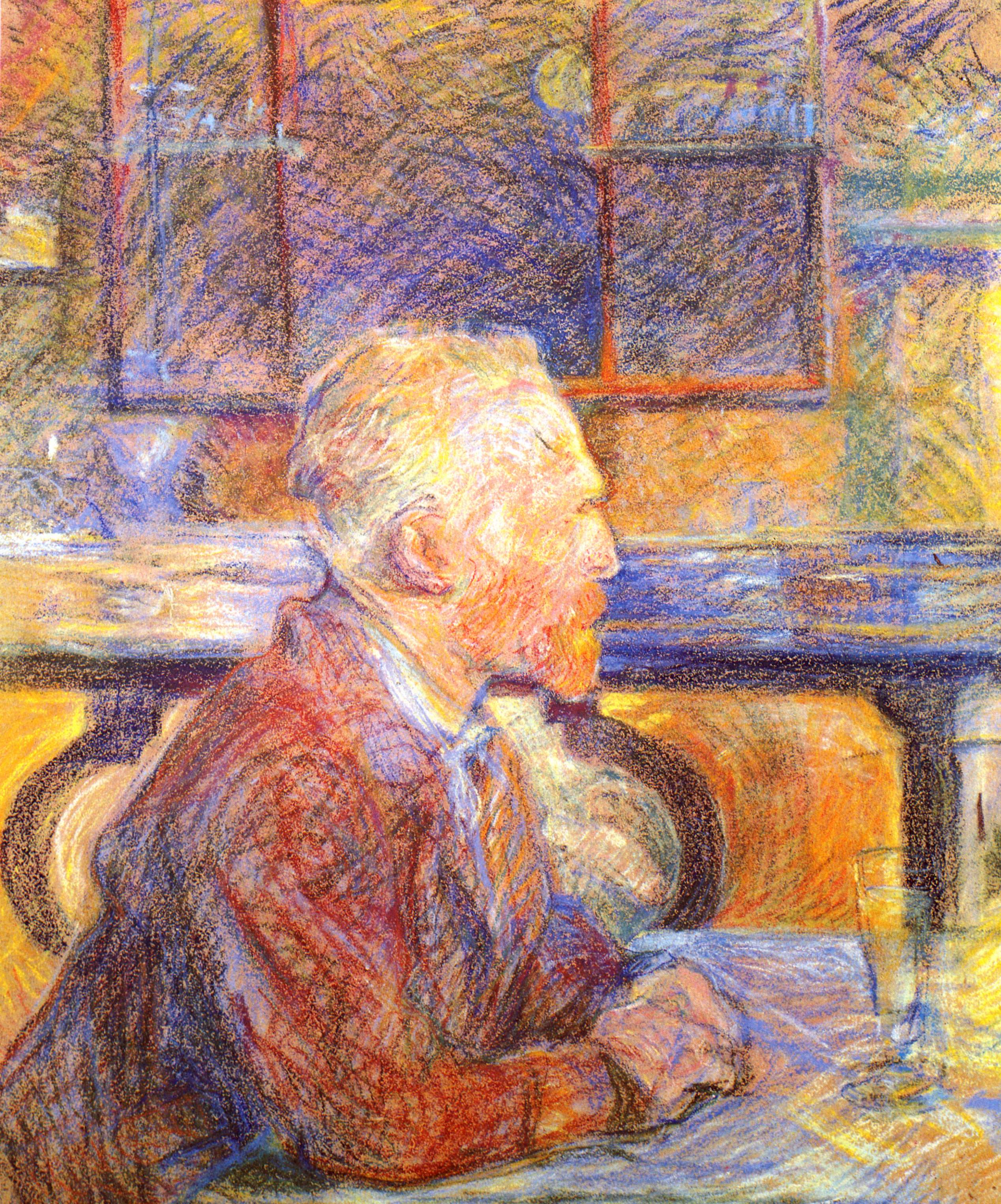
Portrét Vincenta van Gogha, 1887

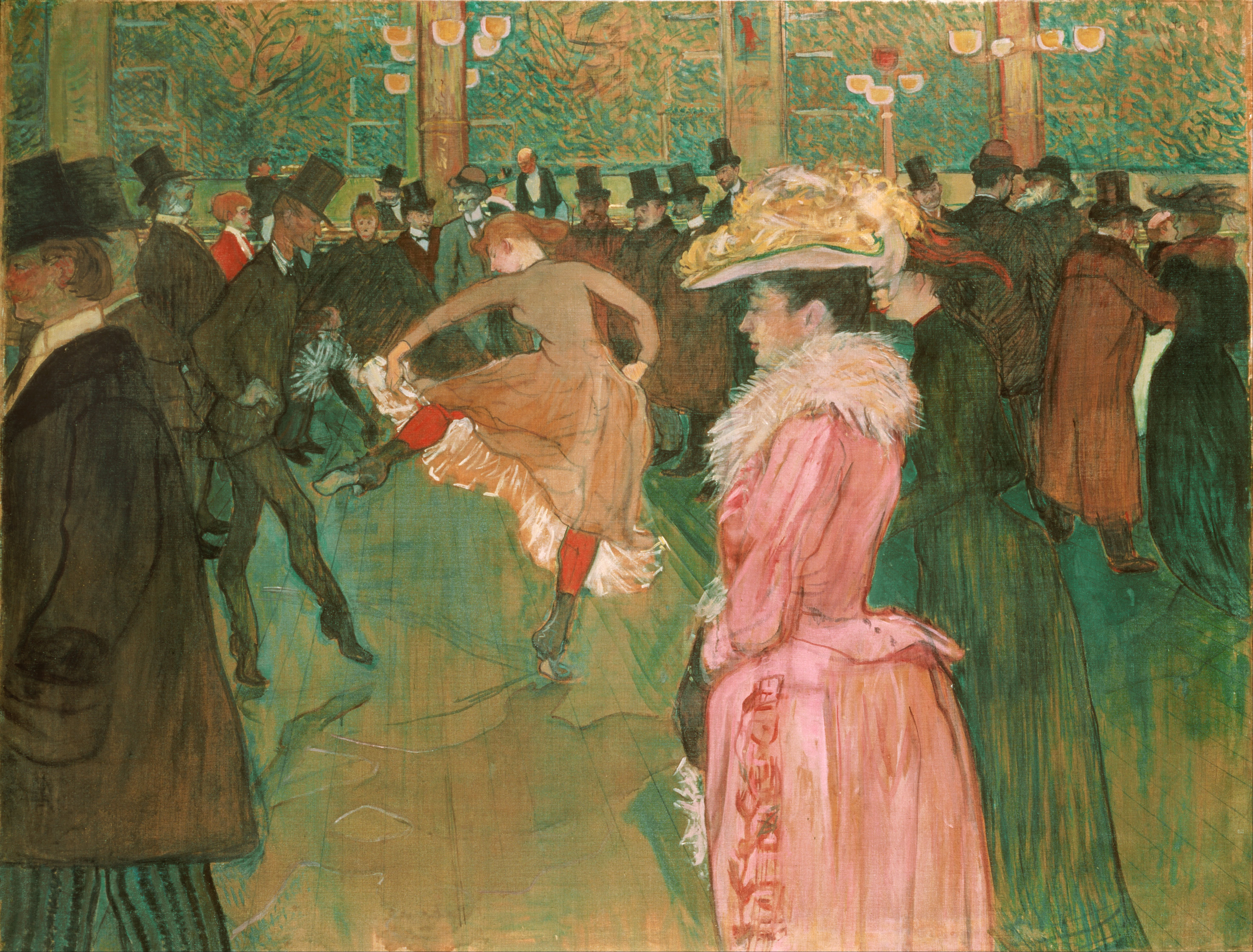
Tanec v Moulin Rouge, 1890

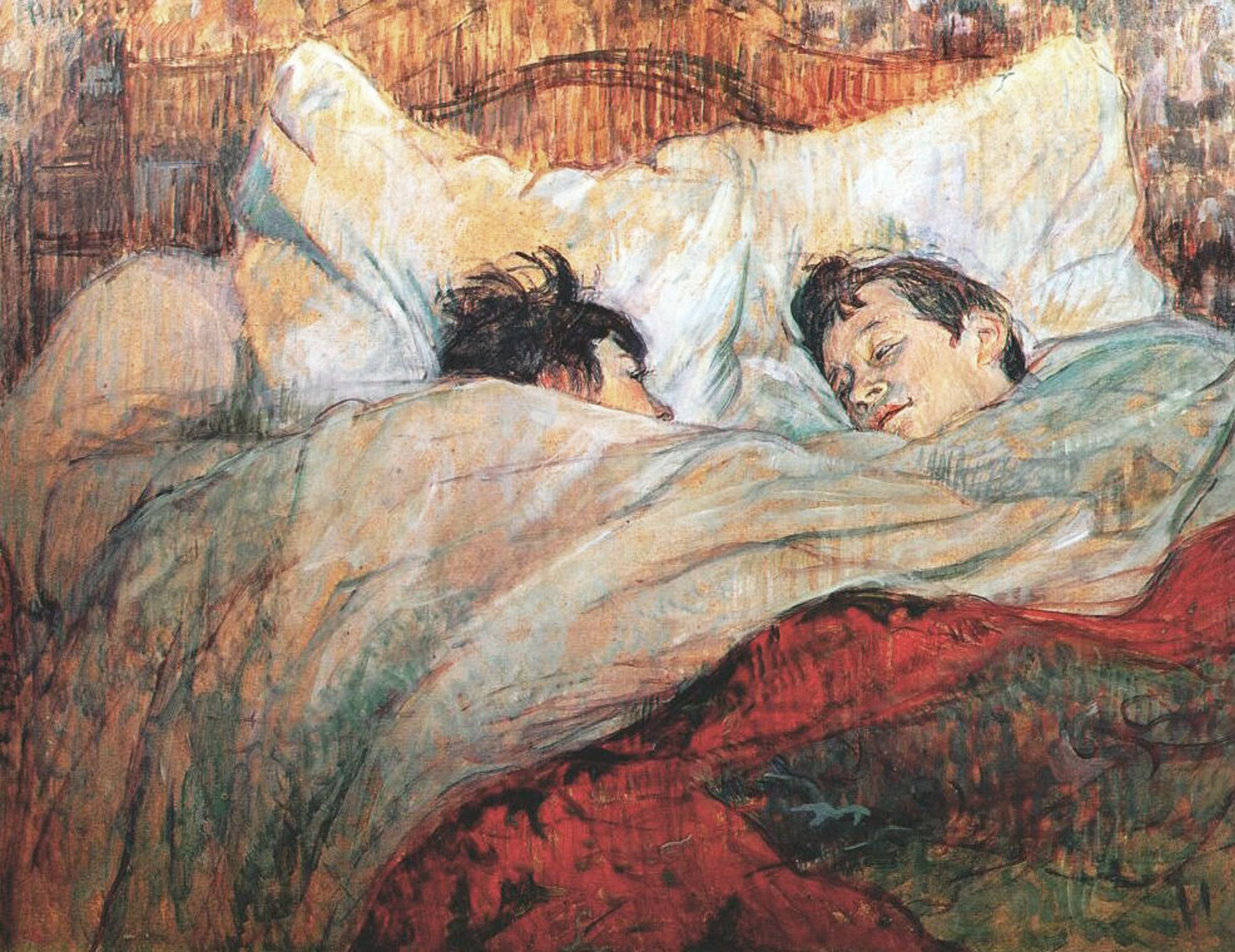
V posteli, 1893

- Hrabě Alphonse de Toulouse-Lautrec řídí čtyřspřeží, 1881
- Mladý Routy v Céleyranu, 1882
- Autoportrét před zrcadlem, 1882–1883
- Hraběnka Adéle de Toulouse-Lautrec při snídani na zámku Malromé, 1881–1883
- Tlustá Marie, 1884
- Pradlena, 1884
- Portrét Vincenta van Gogha, 1887
- Krasojezdkyně v cirkuse Fernando, 1888
- Herec Henry Samary, 1889
- Ples v Moulin de la Gallete, 1889
- Kocovina: Pijačka (Suzan Valadonová), 1889
- Tanec v Moulin Rouge, 1890
- Slečna Marie Dihauová u klavíru, 1890
- Justina Diehluvá na zahradě otce Foresta, 1890
- Á la mie, 1891
- La Goulue, plakát, 1891
- Reine de Joie, plakát, 1892
- Aristide Bruant, plakát, 1892
- V Moulin Rouge, 1892, 1895
- La Goulue vstupuje do Moulin Rouge, 1892
- V Moulin Rouge: Dvě ženy tančí valčík, 1892
- Angličan v Moulin Rouge, 1892
- Jane Avrilová přichází do Moulin Rouge, 1892
- Začátek čtverylky, 1892
- Divan Japonais, 1892–1893
- Tančící Jane Avrilová, 1893
- V posteli, 1893
- V jídelně nevěstince, 1893
- Pán, paní a psíček, 1893
- Doktor Tapié de Céleyran, 1894
- Yvette Guilbertová, 1894
- Confetti, plakát, 1894
- Sofa, 1894
- Salon v Rue des Moulins, 1894
- Žena natahující si punčochy, 1894
- Maurský tanec, 1895
- Tanec v Moulin Rouge, 1895
- Klaunka Cha-U-Kao v Moulin Rouge, 1895
- Cestující z kabiny 54, 1896
- Žena s umyvadlem, z cyklu Elles (Ony), 1896
- Maxime Dethomes na operním plese, 1896
- Chocolat tančí v Irish and American baru, 1896
- Marcelle Lenderová tančí Bolero v operetě Chilperic, 1896
- Vyjížďka na venkov, 1897
- Elsa, zvaná Vídeňanka, 1897
- Host a bledá pokladní, 1898
- Madame Poupoule při toaletě, 1898
- Žokej, 1899
- Angličanka z baru Star v Le Havru, 1899
- V soukromém pokoji U mrtvé krysy, 1900
- Modistka, 1900

- Messalina sestupuje ze schodů, 1900–1901
- Zkouška na lékařské fakultě, 1901
- Portrét Paula Viauda jako admirála, 1901

## Citáty
Missia Natansonová: „Řekněte, Lautreku, pročpak vlastně děláte ženy vždycky tak škaredé?“

Henri de Toulouse Lautrec: „Protože takové jsou!“